# Галльская война
Га́лльская война́ (лат. Bellum Gallicum) — военный конфликт между Римской державой и галльскими племенными союзами, продолжавшийся с 58 до 50 гг. до н. э. и завершившийся полным вхождением Галлии в состав древнеримского государства.
Войдя в Галлию по приглашению местных племён, Гай Юлий Цезарь постепенно подчинил все их земли и подавил ряд освободительных восстаний, включая всеобщее выступление галлов в 52 году до н. э. Кроме того, он дважды совершал походы в Германию и Британию с карательными, завоевательными и показательными целями. Постоянно сталкиваясь с превосходящими силами галлов, полководец неоднократно применял тактические хитрости и уловки, использовал сложные инженерные сооружения, а в кульминационной операции войны — осаде Алезии — одновременно разбил защитников города и пришедшие им на помощь подкрепления. По итогам войны к Римской республике была присоединена территория площадью в 500 тысяч квадратных километров, которую населяло несколько миллионов человек. Благодаря своим победам Цезарь добился популярности в Риме и сумел накопить огромные богатства, что позволило ему успешно начать гражданскую войну в 49 году до н. э.
Военные действия описаны Цезарем в подробных «Записках о Галльской войне». С подъёмом национализма в XIX веке война начала трактоваться во Франции как одно из важнейших событий национальной истории, а вождь восставших против Рима галлов Верцингеториг стал считаться одним из величайших героев Франции.

## Предыстория войны

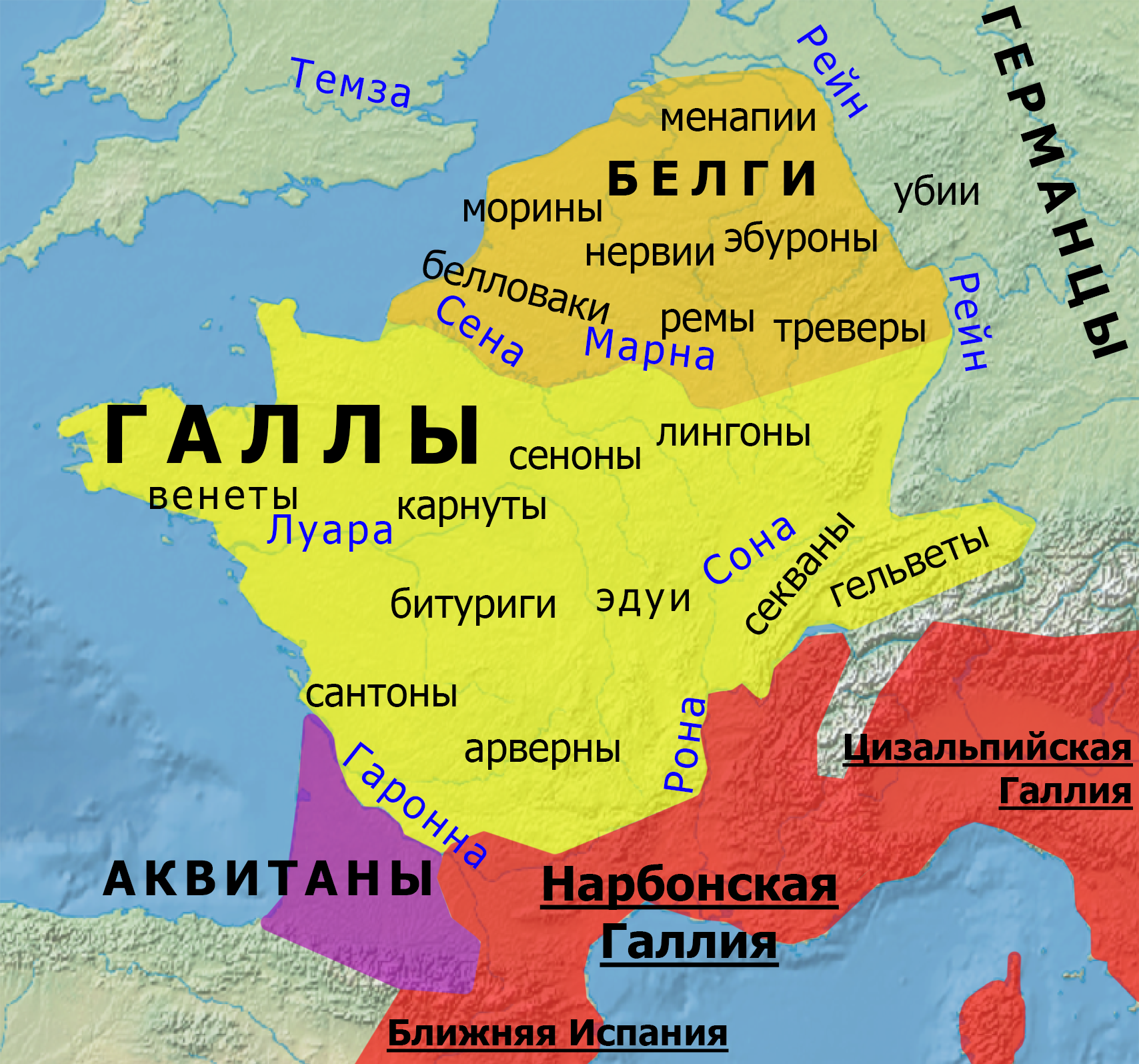
Крупнейшие племена Галлии к началу войны. «Галлия по всей своей совокупности разделяется на три части. В одной из них живут бельги, в другой — аквитаны, в третьей — те племена, которые на их собственном языке называются кельтами, а на нашем — галлами. Все они отличаются друг от друга особым языком, учреждениями и законами. Галлов отделяет от аквитанов река Гарумна [Гаронна], а от бельгов — Матрона [Марна] и Секвана [Сена]»

### Галлия к началу войны
В середине I века до н. э. римляне относили к независимой Галлии три территории: Аквитанию, Белгию и собственно Галлию. Население этих земель к 50-м годам до н. э. неизвестно. По различным оценкам, оно составляло 4-5, 5-10, 10-15 или 15-20 миллионов человек. Большую часть населения составляли племена, говорившие на языках кельтской группы, а племена Аквитании, вероятно, пользовались языками, близкими к баскскому, то есть принадлежали к доиндоевропейскому населению Европы. Этническая и языковая принадлежность белгских племён неясна. Их считают как кельтскими, так и смешанными кельто-германскими народами. Впрочем, в римскую эпоху между кельтскими и германскими народами могло быть значительно больше общего, чем в настоящее время, и различия были не такими серьёзными, как представляют источники.
С политической точки зрения Галлия не была единым целым. Ещё до начала Галльской войны за влияние среди племён боролись белгско-британский союз и конфедерация во главе с арвернами, а к её началу наибольшее политическое значение имело противостояние союзных Риму эдуев против секванов. В большинстве других племён были как сторонники сближения с эдуями (и, соответственно, с Римом), так и их оппоненты. Впрочем, почти вся информация о политическом развитии Галлии и об отношениях между племенами известна только из «Записок о Галльской войне» Цезаря.  Незадолго до начала Галльской войны из-за Рейна по призыву племени секванов прибыл Ариовист с германскими наёмниками. Вскоре Ариовист обратил оружие против призвавших его секванов и отнял у них часть территории, а на занятые земли призвал германцев. Кельты опасались, что Ариовист может продолжить захват галльских территорий, но не могли ничего предпринять; по одной из версий, именно для изгнания Ариовиста были призваны гельветы (см. ниже).
В южной части современной Франции в 121 году до н. э. (по другой версии, в 118 году до н. э.) римляне организовали провинцию Нарбонская Галлия. Эта территория была в основном населена кельтскими племенами, которые поддерживали тесные связи со своими соплеменниками на севере. До Кимврской войны присутствие римлян в провинции было номинальным. Впрочем, вскоре нехватка земель в Италии подтолкнула римлян и италиков к освоению территорий Нарбонской Галлии. Уже к 80-м годам до н. э. римляне активно занимались земледелием и животноводством в провинции, а к 60-м годам до н. э. известно о многочисленных конфискациях ими пахотных земель и пастбищ. Кроме того, римляне стали полностью доминировать в финансовой сфере провинции:

«…вся Галлия наполнена негоциантами из римских граждан, ни один сестерций в Галлии не может шевельнуться, не оставляя следа в кассовых книгах римских граждан…»
— Цицерон. Речь за Фонтея, II, 11.

### Переселение гельветов
В конце 60-х годов до н. э. старейшины кельтского племени гельветов, проживавшего на территории современной Швейцарии, приняли решение переселиться подальше от границы с германскими племенами. Первые переселенцы из числа гельветов и их союзников покинули родину ещё раньше и обосновались, вероятно, в Нарбонской Галлии, но это была эмиграция отдельных семей и малых общин, а не целых племён. Конечной целью основной массы эмигрантов, возможно, были земли сантонов (между Гаронной и Луарой), с которыми мигрирующее племя связывали давние дружеские отношения.
Цезарь в «Записках о Галльской войне» приписывает инициативу переселения Оргеториксу, а в качестве мотивировки указывает на желание гельветов подчинить себе всю Галлию:

«У гельветов первое место по своей знатности и богатству занимал Оргеториг. Страстно стремясь к царской власти, он [в 61 году до н. э.] вступил в тайное соглашение со знатью и убедил общину выселиться всем народом из своей земли: так как гельветы, говорил он, превосходят всех своей храбростью, то им нетрудно овладеть верховной властью над всей Галлией».
— Цезарь. Записки о Галльской войне, I, 2. Здесь и далее «Записки о Галльской войне» цитируются в переводе М. М. Покровского.
Современные историки предполагают, что решающим фактором для переселения гельветов была угроза со стороны германцев, которые расширяли своё влияние в Галлии после их призыва племенем секванов. Восприятие же римлянами гельветов как потенциальных захватчиков всей Галлии, вероятно, было следствием воздействия союзных Риму эдуев, а приписанное ими гельветам желание основать Галльскую империю вполне могло быть и тайным желанием самих эдуев.
Нередко высказывается предположение, что реальная подоплёка событий, связанных с массовым исходом галлов с территории современной Швейцарии, была намного глубже. Например, Гульельмо Ферреро рассматривает кампанию против гельветов как результат внутренней борьбы двух противоборствующих группировок, возглавляемых двумя эдуями, братьями Думноригом и Дивитиаком соответственно. Итальянский историк упрощённо называет две группировки, чьи сторонники имелись в каждом галльском племени, «романофилами» и «национальной партией». По его мнению, сперва последняя группировка сумела договориться с воинственными гельветами о помощи в изгнании Ариовиста в обмен на земли в основной части Галлии. Согласно этой версии, вся кампания Цезаря против гельветов была провокацией «романофилов» и использованием для борьбы против Ариовиста именно римлян.
Оценка Цезарем численности всех переселенцев в 368 тысяч человек явно завышена с целью произвести впечатление на римлян. Гульельмо Ферреро оценивает численность всех эмигрантов в 150 тысяч, сомневаясь в правдивости подозрительно точных вычислений Цезаря и ссылаясь на Орозия, использовавшего другой источник информации. Итальянский историк также присоединяется к мнению, что, вопреки уверениям Цезаря, эмигрировали не все гельветы, а только часть из них: согласно подсчётам Ганса Раухенштайна, 360 тысяч гельветов вместе с обозом с продовольствием на три месяца должны были образовать многокилометровый караван, чрезвычайно уязвимый для нападения.

### Цезарь — новый проконсул

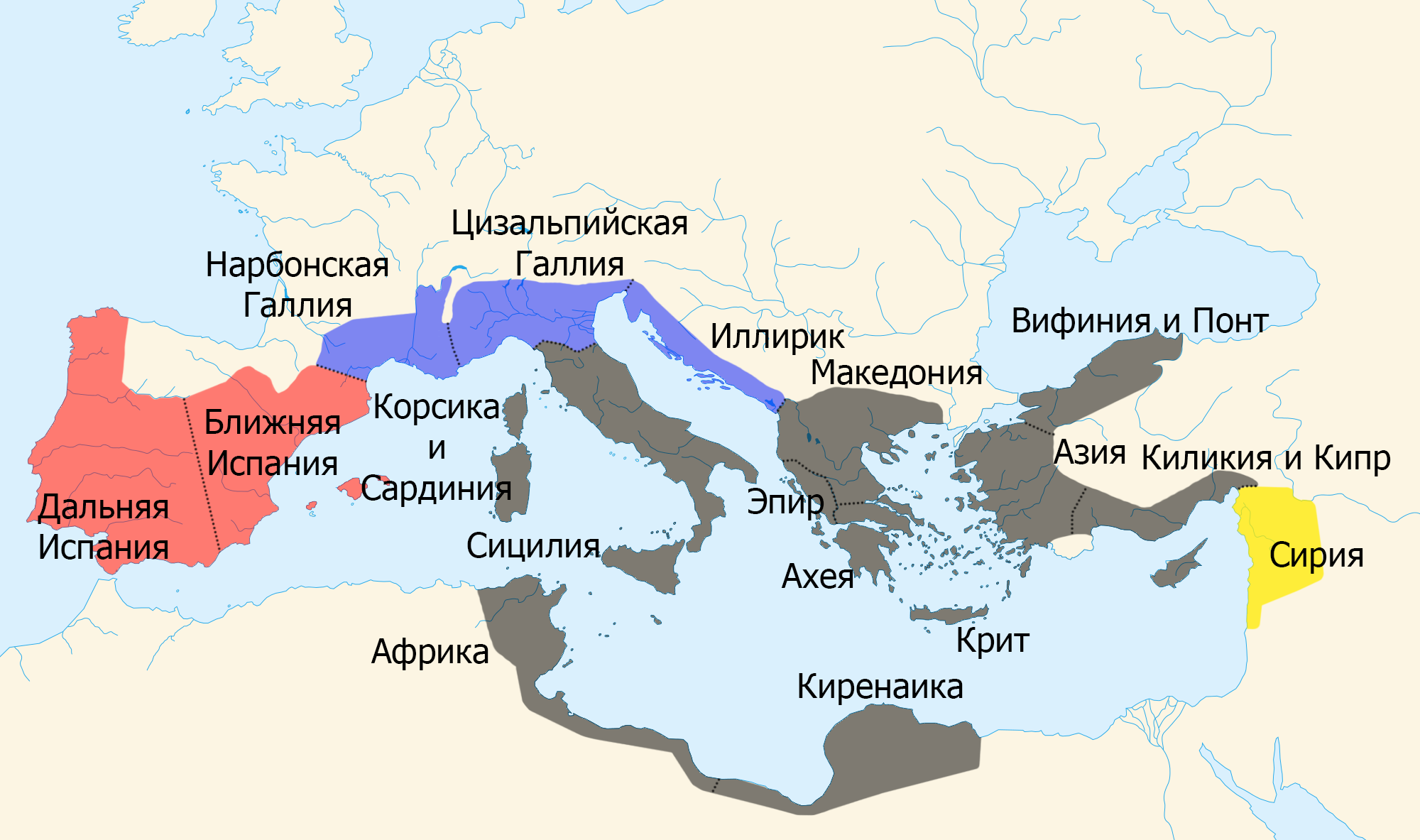
Распределение провинций между триумвирами после совещания в Лукке в 56 году до н. э. (завоевания Цезаря не показаны):
Цезарь: Цизальпийская Галлия, Нарбонская Галлия, Иллирик
Помпей: Ближняя Испания, Дальняя Испания
Красс: Сирия
Другие провинции Римской республики

В 59 году до н. э. консул Гай Юлий Цезарь получил право управлять в качестве наместника тремя провинциями — Нарбонской Галлией, Цизальпийской Галлией и Иллириком — на пять следующих лет вместо традиционного одного года. Первоначально Цезарь должен был получить только Цизальпийскую Галлию и Иллирик, но в год его консулата неожиданно скончался назначенный наместник Нарбонской Галлии Квинт Цецилий Метелл Целер, и сенат передал его провинцию Гаю.
Проконсул, вступивший в должность 1 января 58 года до н. э., обладал всей властью в трёх провинциях и располагал четырьмя легионами (номера VII, VIII, IX и X). Кроме того, он командовал вспомогательными отрядами: вероятно, это были балеарские пращники, нумидийские всадники и критские лучники, испанская кавалерия. К каждому легиону прикреплялись также военные инженеры (лат. fabri) и обоз в 500—600 лошадей и мулов с погонщиками. Руководство каждым легионом осуществляли трибуны (по шесть человек на один легион), но полководец мог назначить легата для командования одним или несколькими легионами в отдельных операциях. Со всеми вспомогательными войсками начальная численность армии Цезаря достигала 20 тысяч человек.
Нередко Цезарю приписываются планы, основанные на будущих событиях (полное подчинение Галлии, война с Помпеем и узурпация власти в Риме). Так, по мнению Вильгельма Друмана, Цезарь задумывал всю Галльскую войну для подготовки грядущей войны гражданской и установления монархии в Риме, что он якобы планировал с молодости. Эдуард Мейер же приписывал Цезарю стремление повторить подвиги Александра Македонского. Однако существуют доводы против серьёзности намерений Цезаря, поскольку в жизни Цезаря подготовку такого крупного мероприятия ничего не предвещало. Во-первых, к началу похода Гай не был хорошо осведомлён о событиях в Галлии, о её географии и этнографии, и долгое время он полагался только на свидетельства римских купцов и галльской знати. Во-вторых, он практически не имел опыта командования войсками. Традиционно римские нобили сперва участвовали в военных кампаниях под руководством действующих наместников провинций или отдельных полководцев, и только после претуры или консульства получали самостоятельное назначение (современник и союзник Цезаря Гней Помпей был самым известным исключением). Вся военная карьера Гая к началу 58 года до н. э. была весьма краткой по римским меркам: в начале 70-х годов до н. э. он лично участвовал в штурме Митилен, в середине десятилетия возглавил нападение на захвативших его пиратов и предпринял какие-то действия для изгнания авангарда Митридата VI из провинции Азия, а детали его кампании в Дальней Испании почти не освещены в источниках, за исключением неудачной попытки получения права на триумф. Гай Саллюстий Крисп, описывая Цезаря в сочинении «О заговоре Катилины», не упоминает о его военных достижениях, однако пишет о больших планах в этом направлении. Тем не менее, Юлий познакомился с обязанностями полководцев на войне, когда был контуберналом у Марка Минуция Терма. Кроме того, он наверняка читал греческие и римские военные трактаты. Таким образом, к 58 году до н. э. репутации полководца за Цезарем не сложилось, и он был известен прежде всего как публичный политик, хотя и имевший серьёзные амбиции на своё проконсульство.
Возможно, первоначальной целью завоеваний Цезаря, на которые он возлагал большие надежды, была не Галлия, а Иллирик: едва ли случайностью было расположение большей части его войск в Аквилее, недалеко от границы Иллирика с варварским миром. В этом случае начало массовой эмиграции гельветов стало для Цезаря поводом изменить первоначальные планы по захвату Балканского полуострова. Вторжение на Балканы могло задумываться Цезарем ещё раньше, тем более что ситуация в Нарбонской Галлии в середине 60-х годов до н. э. была спокойной. Впрочем, ситуация изменилась с приходом в Галлию Ариовиста и расширением его амбиций (см. выше). По мнению Томаса Райс-Холмса, Цезарь рассматривал именно германцев своим главным противником.
Цезарь наверняка знал о планах эмиграции гельветов. Вскоре после того, как галльское племя начало подготовку к переселению, посол союзного римлянам племени эдуев Дивитиак сообщил о грядущей волне эмиграции римскому сенату. При этом он предрекал, что искусные в военном деле гельветы в скором времени объединят всю Галлию против Рима. Цезарь не мог не знать об этом до 58 года до н. э., но по каким-то причинам не переместил три легиона из Аквилеи в Нарбонскую Галлию к началу исхода гельветов, позволив застать себя врасплох.

## Исторические источники
Важнейший источник информации о конфликте — «Записки о Галльской войне», написанные самим Цезарем. Уже в античную эпоху эта работа не считалась заслуживающей полного доверия: Светоний приводит слова Азиния Поллиона, что его сочинение написано «без должной тщательности и заботы об истине: многое, что делали другие, Цезарь напрасно принимал на веру, и многое, что делал он сам, он умышленно или по забывчивости изображает превратно». Поллион, по-видимому, общался со многими участниками Галльской войны, которые и указывали ему на неточности в сочинении Цезаря. Несмотря на подробность и точность изложения в целом, Цезарь практически никогда не прибегает к использованию абсолютной хронологии, не называет численность своих войск и не указывает на точные места сражений, а сами битвы обрисовывает лишь в общих чертах.
Нет единого мнения о времени написания «Записок». В настоящее время считается более вероятным создание всего сочинения в конце войны, а не написание его по частям в конце каждого года. В то же время, существуют свидетельства, что ежегодные донесения Цезаря сенату были близки к книжному формату и, таким образом, имели значительное сходство с «Записками».
Помимо Цезаря, о Галльской войне рассказывает Дион Кассий, в значительно меньшей степени — Плутарх, Аппиан, Флор, Орозий, Евтропий. Все эти авторы использовали и другие источники, однако их свидетельства значительно короче и, иногда, даже менее точны.
Участник войны М.В. Поллион создал трактат "Десять книг об архитектуре", где также упоминаются некоторые события о Галльской войне, например осада крепости Ларигнум (книга II, глава 9, п 15-16).

## Кампания 58 года до н. э.

### Война с гельветами

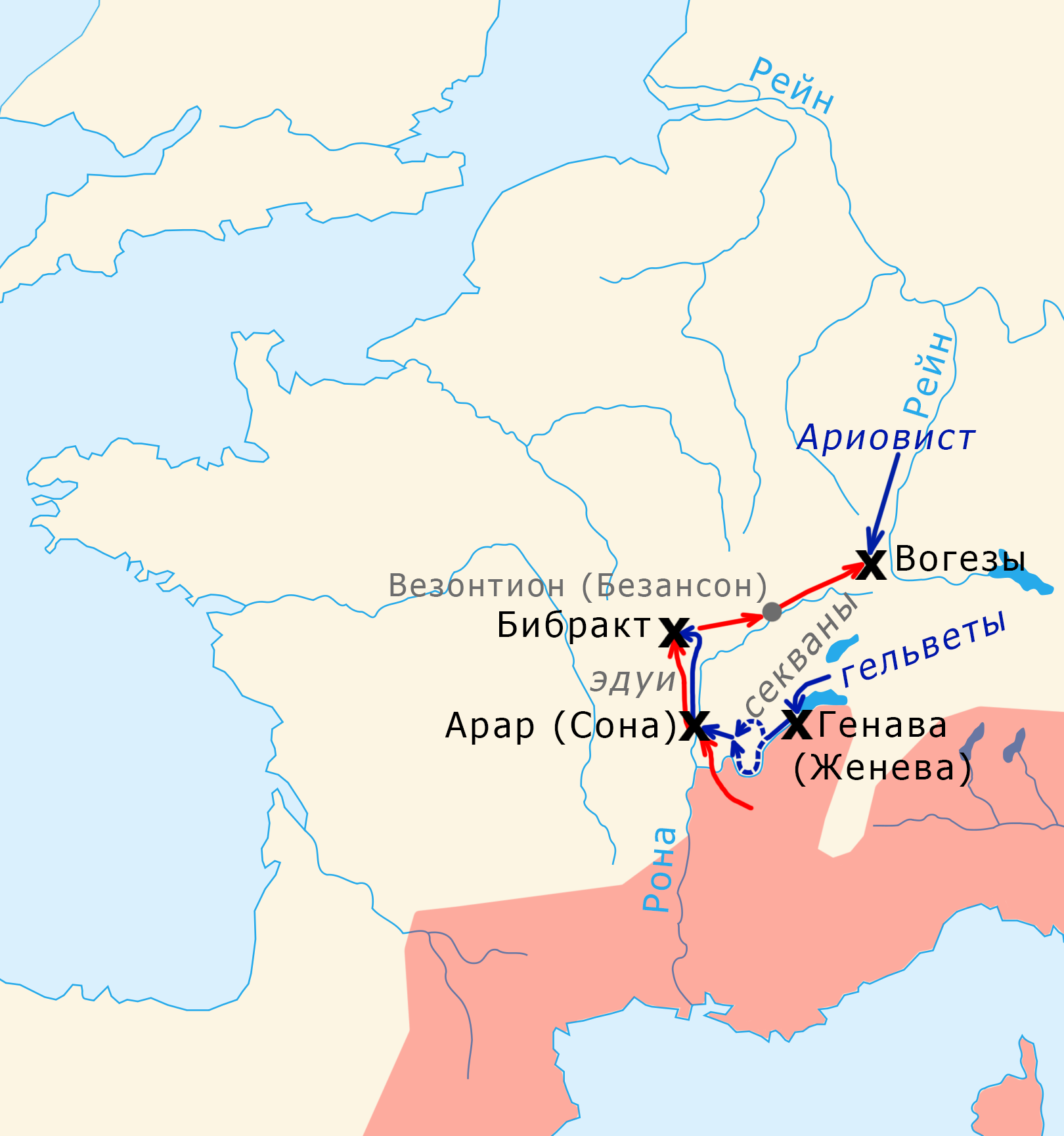
Кампания 58 года до н. э. (анимированная версия)
— Римская республика к началу войны
↗ — действия Цезаря
↗ — действия гельветов и Ариовиста (прерывистая линия указывает на два возможных варианта преодоления Юрского хребта)
X — битвы; сперва указывается древний топоним, в скобках — современный (если есть)
Серым цветом отмечены города, через которые проходил путь Цезаря; современное название города даётся в скобках
Серым курсивом отмечены нейтральные и союзные Риму племена

Получив известия о перемещениях гельветов, Цезарь покинул Рим 19 марта 58 года до н. э. или через несколько дней. В конце марта всё кельтское племя собралось в заранее назначенной точке сбора на берегу Женевского озера. У гельветов было два пути для пересечения гористой местности, отделявшей их земли от основной части Галлии: по крутым склонам Юрского хребта на правом берегу Роны или по сравнительно равнинному левому берегу, который несравненно лучше подходил для переселения целых племён. Однако Рона в верхнем течении служила границей между Римской республикой и независимыми землями галлов, и переселенцы могли пройти по левому равнинному берегу Роны только с разрешения Рима. Было решено направить посольство к проконсулу Нарбонской Галлии Цезарю, который уже прибыл в Генаву (современная Женева) и следил за ситуацией. Переселенцы просили у римлян право пройти через провинцию, обещая сохранять мир и порядок. После обращения гельветских послов Юлий попросил время на размышления до 13 апреля. За это время единственный находившийся в его распоряжении легион возвёл укрепления вдоль Роны от Генавы до Юрских гор (длина укреплений оценивается либо в 19 римских миль, или 30 километров, либо всего в 4 мили, то есть в 6 километров). Единственный мост через Рону в её верхнем течении возле Генавы был уже уничтожен римлянами. Когда послы гельветов повторно прибыли 13 апреля, Цезарь отказал им в разрешении.
Отчаявшись пройти по удобному пути мирным способом, гельветы напали на римские укрепления. Впрочем, некоторые историки (в частности, Робер Этьен) считают единственный источник о нападении — сообщение Цезаря — вымыслом. Гульельмо Ферреро добавляет, что речь могла идти лишь о единичных случаях пересечения гельветами Роны, которые Цезарь представил как нападение для оправдания своих дальнейших действий.
К этому моменту проконсул располагал лишь одним X легионом. Легионы VII, VIII и IX стояли в Аквилее, поскольку Цезарь был наместником сразу трёх провинций — Нарбонской Галлии, Цизальпийской Галлии и Иллирика — и должен был обеспечивать их защиту. Ожидая начало скорых столкновений с гельветами, Юлий направился в Цизальпийскую Галлию, где возглавил три аквилейских легиона и начал набор двух новых легионов — XI и XII.

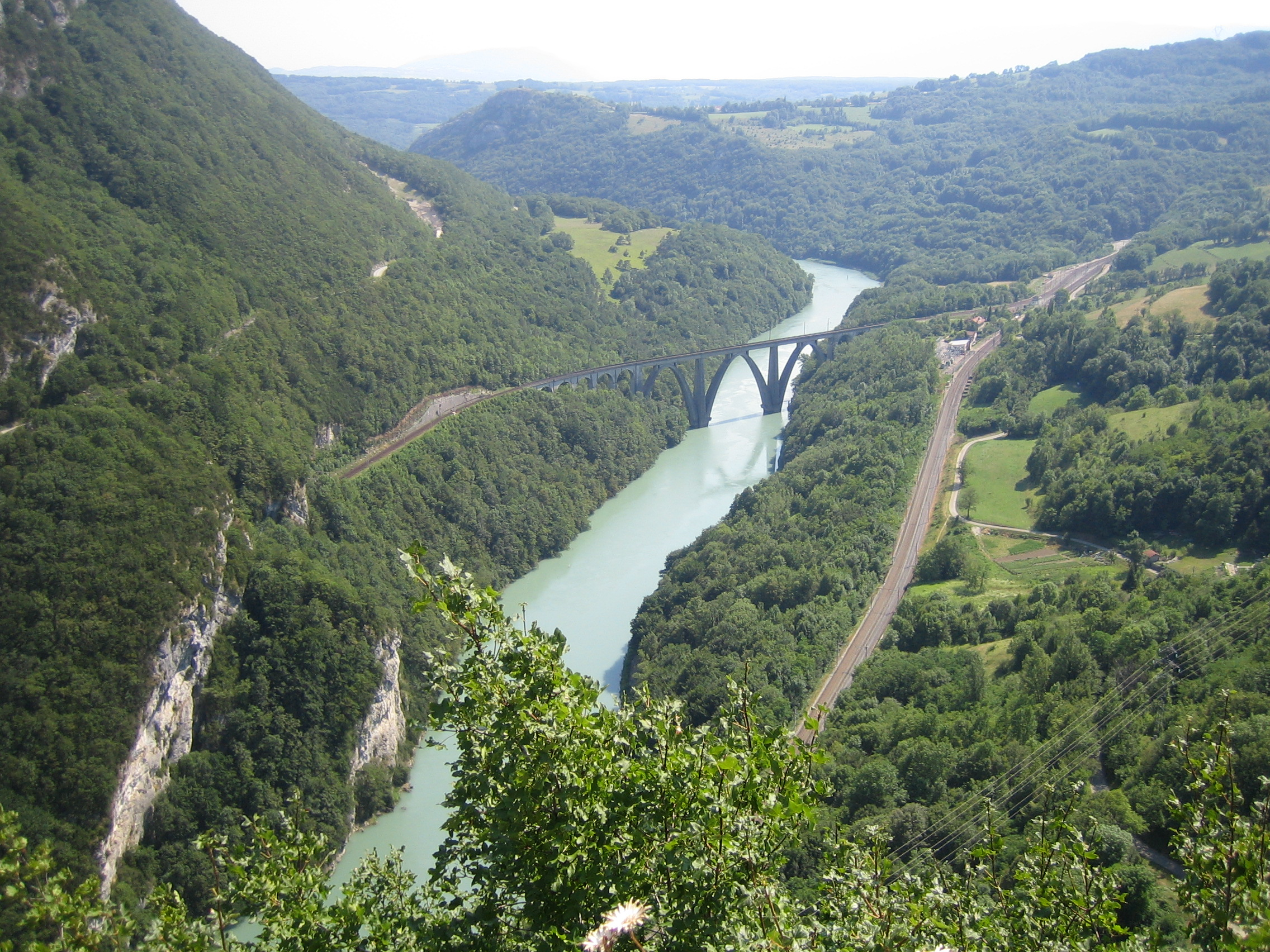
Река Рона возле ущелья Ущелье Леклюз. Цезарь вынудил гельветов идти по узким и обрывистым склонам Юрского хребта (на снимке — слева), не допуская их на другой берег реки — владения Римской республики

Когда Гай вернулся в Нарбонскую Галлию, гельветы уже перешли через Юрский хребет и вступили в земли племени эдуев, которых римский сенат ранее признал своими союзниками. Переселенцы грабили земли эдуев, и выборный правитель последних Дивитиак попросил Цезаря о помощи. Только что пересёкший Альпы Юлий немедленно откликнулся на просьбу эдуев и переправился через Рону, которая служила границей Нарбонской Галлии и, соответственно, всей Римской республики. Гай настиг гельветов, когда они завершали переправу через реку Арар (современная Сона) неподалёку от современного города Макон. Последними должны были переправляться гельветы-тигуринцы, которые в 107 году до н. э. разбили римские войска в битве при Бурдигале. Для римлян то поражение было памятно вдвойне: римскую армию тогда провели под ярмом, а действующий консул Луций Кассий Лонгин погиб. 6 июня войска Гая атаковали тигуринцев, и полностью их разбили.
В «Записках о Галльской войне» Цезарь не без удовлетворения написал: «Таким образом, произошло ли это случайно, или промыслом бессмертных богов, во всяком случае та часть гельветского племени, которая когда-то нанесла римскому народу крупные поражения, первая и поплатилась».
Впрочем, высказываются предположения, призванные уточнить порядок действий Цезаря. Традиционная датировка кампании 58 года до н. э. была предложена Наполеоном III во второй половине XIX века, однако она плохо согласуется с действиями гельветов при более подробном рассмотрении. Согласно традиционной версии, Цезарь сперва прибыл в Женеву, отказал гельветам в праве на проход по римской территории и лишь после этого вызвал три легиона из Аквилеи. Время между пересечением гельветами Юрского хребта и битвой на реке Сона Цезарем не называется. По подсчётам Наполеона III, Цезарю должно было потребоваться около 60 дней, чтобы передать приказ легионам выдвинуться из Аквилеи и привести их к Соне, то есть битва должна была произойти приблизительно 7 июня. Однако даже следуя самым длинным маршрутом, гельветам требовалось не больше месяца для прибытия к Соне. В попытке объяснить, где гельветы потеряли больше месяца, Джеймс Торн выдвинул гипотезу о необходимости переноса времени битвы на более ранний срок. По мнению британского учёного, гельветы должны были начать переправу через Сону задолго до 7 июня — приблизительно, на месяц раньше. Однако в этом случае раньше следовало выйти и дополнительным легионам из Аквилеи, для чего Цезарь должен был вызвать их ещё до прибытия в Женеву. Это предположение опровергает распространённую версию о неготовности Цезаря к сражению на том основании, что он покинул Италию и якобы оставил основные войска в Аквилее.
Несмотря на нехватку продовольствия, Цезарь не стал налаживать снабжение войск и быстро переправился через реку. Вскоре гельветы прислали к Цезарю посольство во главе со своим старейшиной Дивиком. Они выражали готовность простить нападение на свой арьергард и предложили римскому наместнику указать им любое место, куда им следует переселиться. Однако Цезарь отказался доверять гельветам и запросил у них заложников, после чего Дивик прервал переговоры, сказав, что «гельветы научились у своих предков брать заложников и не давать их».
После срыва переговоров Цезарь отправил в погоню за гельветами кавалерию во главе с братом Дивитиака Думноригом. Последний, однако, сочувствовал переселенцам и не выполнил приказ Гая в полном объёме. Одновременно Цезарь узнал, что задержки в поставках провианта армии были не случайны, а вызваны противодействием Думнорига и его сторонников. Несмотря на саботирование военной кампании, Цезарь по просьбе Дивитиака лишь отстранил его брата от руководства конницей. Впрочем, Гай должен был считаться и с популярностью Думнорига среди кельтов.
Гельветы и их преследователи двигались на север, а через несколько дней разведчики указали Цезарю на возможность внезапной атаки вражеского лагеря с выгодной позиции. Значительным упущением галлов стало их нежелание занимать стратегически важную высоту. Узнав об этом, Гай направил туда два легиона под командованием Тита Лабиена для того, чтобы организовать атаку на лагерь противника с двух сторон. По какой-то причине римский полководец не атаковал противника на рассвете, используя элемент неожиданности. Расстояние от римских отрядов до лагеря противника составляло уже около 1,5 километра. По версии, изложенной в «Записках о Галльской войне», виновником оказались разведчики во главе с Публием Консидием, который ошибочно принял знамёна Лабиена за галльские и сообщил Гаю, что гора занята противником. Впрочем, эта история может скрывать собственные ошибки Цезаря — на тот момент ещё совсем неопытного полководца. Утром гельветы продолжили путь.
В конце концов, римляне, у которых почти закончилось продовольствие, отказались от преследования гельветов и выступили к эдуйскому городу Бибракте, где находились крупные амбары. По версии Теодора Моммзена, Цезарь всерьёз рассматривал вариант с прекращением преследования гельветов. Однако они узнали о перемещениях Цезаря и тоже подошли к Бибракте, решив навязать римлянам сражение. Возможно, на изменение планов галлов повлияло предположение, что Гай испытывает острую нехватку продовольствия и собирается отступать. По другой версии, гельветы решили отомстить за попытку внезапного нападения накануне.
Во время битвы при Бибракте Цезарь выстроил свои войска на склоне холма и вынудил гельветов атаковать выгодную для себя позицию. Запущенные с высоты пилумы его легионеров легко пробивали щиты противников, после чего их железные наконечники загибались и мешали движению, из-за чего многие галлы бросали свои щиты и сражались без них. Вскоре Дивик попытался заманить Цезаря в ловушку своим отступлением. Расчёт, вероятно, был сделан на неопытность римского полководца. Его план оправдался: Юлий приказал преследовать отступающие войска, и Дивик ввёл в бой свои резервы против растянувшихся сил римлян. Гульельмо Ферреро замечает, что в рассказе о битве «Записок о Галльской войне» есть противоречия, а на фоне подробного описания начала сражения основная фаза битвы и перелом остаются совершенно неосвещёнными. Для традиционно ясного и точного автора, каким был Цезарь, это особенно странно. Итальянский историк полагает, что Цезарь не выиграл эту битву, и на самом деле итоги сражения были для римлян не разгромными, но по крайней мере тактически невыгодными, и неясное повествование было призвано скрыть не совсем благоприятный исход, и только невозможность осуществления первоначальных планов переселения вынудила гельветов просить мира. Впрочем, более распространена точка зрения о благоприятном исходе битвы для римлян: например, Эдриан Голдсуорси и Ричард Биллоуз говорят о непростой победе Цезаря.
Часть гельветов бежала с поля боя, но Цезарь объявил, что все галльские общины, которые помогут переселенцам, будут считаться врагами Рима. Племя лингонов, в чьи земли бежали гельветы, прислушалось к требованию Цезаря, и отказало им в помощи. Вскоре эмигранты сдались проконсулу. Мирный договор римляне и гельветы заключили на сравнительно лёгких условиях для побеждённых. Все гельветы и раураки должны были вернуться на свою родину, а шедшее с ними племя бойев по просьбе эдуев расселили в их области.

### Война с Ариовистом
Вскоре после победы над гельветами состоялось совещание правителей галльских племён в Бибракте, собранное Цезарем. На встрече галлы попросили проконсула изгнать из их земель германское племя свевов под руководством Ариовиста, изначально призванное в качестве наёмников (см. выше). Свевы де-факто установили верховную власть над значительной частью Галлии, принудили многие племена платить себе дань, не пощадив и секванов, призвавших их из-за Рейна. Гай согласился помочь галлам. Впрочем, раньше римляне придерживались дружелюбной политики по отношению к свевам, и Цезарь должен был иметь надёжное обоснование для любых враждебных действий против германцев.
Поскольку последовательность событий во время совещания в Бибракте известна только по описанию самого Цезаря, некоторые историки сомневаются в правдивости этой версии. Во-первых, Ариовист едва ли намеревался портить хорошие отношения с римлянами и нападать на их союзников, равно как и начинать подчинение Галлии, приписанное ему Дивитиаком, без должной подготовки. Кроме того, сам съезд вождей племён мог быть созван Цезарем, а вместо просьбы галлов о помощи Юлий мог на самом деле объявить о готовящемся выступлении против свевов и заручиться поддержкой галльских вождей. Существуют и сомнения в правдивости рассказа Цезаря: по его словам, галльские вожди «всё время падали перед ним на колени, взывали к нему то „со слезами“, то „с громким плачем“». Наконец, Светоний свидетельствует, что во время наместничества Гай «не упускал ни одного случая для войны, даже для несправедливой или опасной, и первым нападал как на союзные племена, так и на враждебные и дикие». С другой стороны, в лице Цезаря галлы могли найти подходящего командира во главе боеспособной армии, которая была в состоянии изгнать Ариовиста. Впрочем, теперь Цезарь не мог рассчитывать на помощь воинственных гельветов, ненавидевших германцев и Ариовиста.
Прежде всего, Цезарь предложил галлам прекратить выплачивать дань германцам, а также потребовал вернуть заложников. Ариовист напал на галлов, указывая на нарушение соглашений, и тогда проконсул призвал его к переговорам. Германский полководец отказался принимать новые условия соглашения, среди которых был и отказ от переселения германцев на левый берег Рейна. Все переговоры велись через посредников, но когда Гай предложил германскому вождю прибыть к нему лично, он отказался: подобным образом римляне вызывали зависимых правителей. Вместо скомпрометировавшего себя Думнорига новым командующим кавалерией был назначен Публий Лициний Красс, сын триумвира Марка Лициния Красса.
Примерно в это же время Гай узнал от племени треверов, что к переправе через Рейн готовится множество свевов. Получив известия о планах этого племени, которое могло усилить армию Ариовиста, он немедленно выступил на восток. Вскоре Цезарь прибыл в Везонтион (современный Безансон), главный город секванов, где пробыл несколько дней, организуя снабжение своей армии. В августе 58 года до н. э., через семь дней после выхода из Везонтиона, римляне обнаружили неподалёку лагерь Ариовиста. На пятый день оба полководца встретились, но не сумели прийти к соглашению. Напротив, во время переговоров германская кавалерия напала на римлян. Кавалерия Цезаря отбила эту атаку, и проконсул поспешил скрыться. Теодор Моммзен полагает, что именно покушение на Цезаря и было целью германцев, а личная встреча двух полководцев была для Ариовиста лишь предлогом. На следующий день после покушения германцы предложили продолжить переговоры, но Цезарь отказался. Тем не менее, он отправил в лагерь германцев двоих послов, которых по прибытии заковали в цепи из-за подозрения в шпионаже.
В отображении «Записок о Галльской войне» Ариовист предстал как надменный полководец, который считал, что он, как и Цезарь, находится на завоёванной территории. Германский вождь якобы предложил Гаю союз: в обмен на признание своей власти над Северной Галлией он снабдит Цезаря войсками для захвата власти в Риме (разумеется, в «Записках» Ариовист говорит не о захвате власти в Италии, а ограничивается указанием на «все войны, какие Цезарь пожелает вести»).
После захвата послов в заложники германцы перестали проявлять инициативу. Вскоре стало известно об одной из причин, по которой германцы избегали сражения: якобы их прорицательницы предостерегали от вступления в сражение до новолуния. Более вероятно, однако, что Ариовист ожидал прибытия подкреплений с севера, а история о прорицательницах могла быть придумана Цезарем и произнесена перед легионерами для их воодушевления.
Хотя германцы воздерживались от активных действий, они активно обозначали своё присутствие нарушением коммуникаций и снабжения, а их опытная кавалерия при поддержке пехоты вступала в стычки со вспомогательными отрядами римлян. Одна из засад германцев едва не закончилась взятием малого лагеря Цезаря (всего проконсул организовал два лагеря). «Записки» об этой вылазке противника упоминают очень кратко. На следующий день после успеха германцы всё же приняли вызов римлян.
В сражении, известном как битва при Вогезах, правый фланг римлян во главе с проконсулом действовал очень успешно и разбил противника, однако левый фланг был смят германцами. В отсутствие увлёкшегося погоней Цезаря резервные силы умело ввёл в бой Публий Лициний Красс. Благодаря его своевременному вмешательству армия Ариовиста была полностью разгромлена. Римская кавалерия преследовала германцев до самого Рейна, который протекал в нескольких километрах к востоку. Ариовист и некоторые его соратники сумели переправиться через реку, но большинство свевов было убито или взято в плен. Находившиеся вместе с лагерем две жены и одна из дочерей германского вождя погибли, а другую дочь взяли в плен. Новость о победе над Ариовистом быстро распространилась вниз по Рейну, и многие германцы, готовившиеся переправляться через реку, на время отказались от этого намерения. Часть свевов начала отступать вглубь Германии, но попала в засаду племени убиев и была разбита. Цезарь позволил остаться уже переселившимся германцам, надеясь использовать их в интересах Рима. Однако детали этого соглашения неизвестны: «Записки о Галльской войне» обычно умалчивают о подобных действиях.
Вскоре после победы Цезарь отвёл свои легионы на зимние квартиры, расположенные в области секванов. В своих «Записках» проконсул особо отмечал, что кампания 58 года до н. э., включавшая в себя сразу две войны, завершилась досрочно.

## Кампания 57 года до н. э.

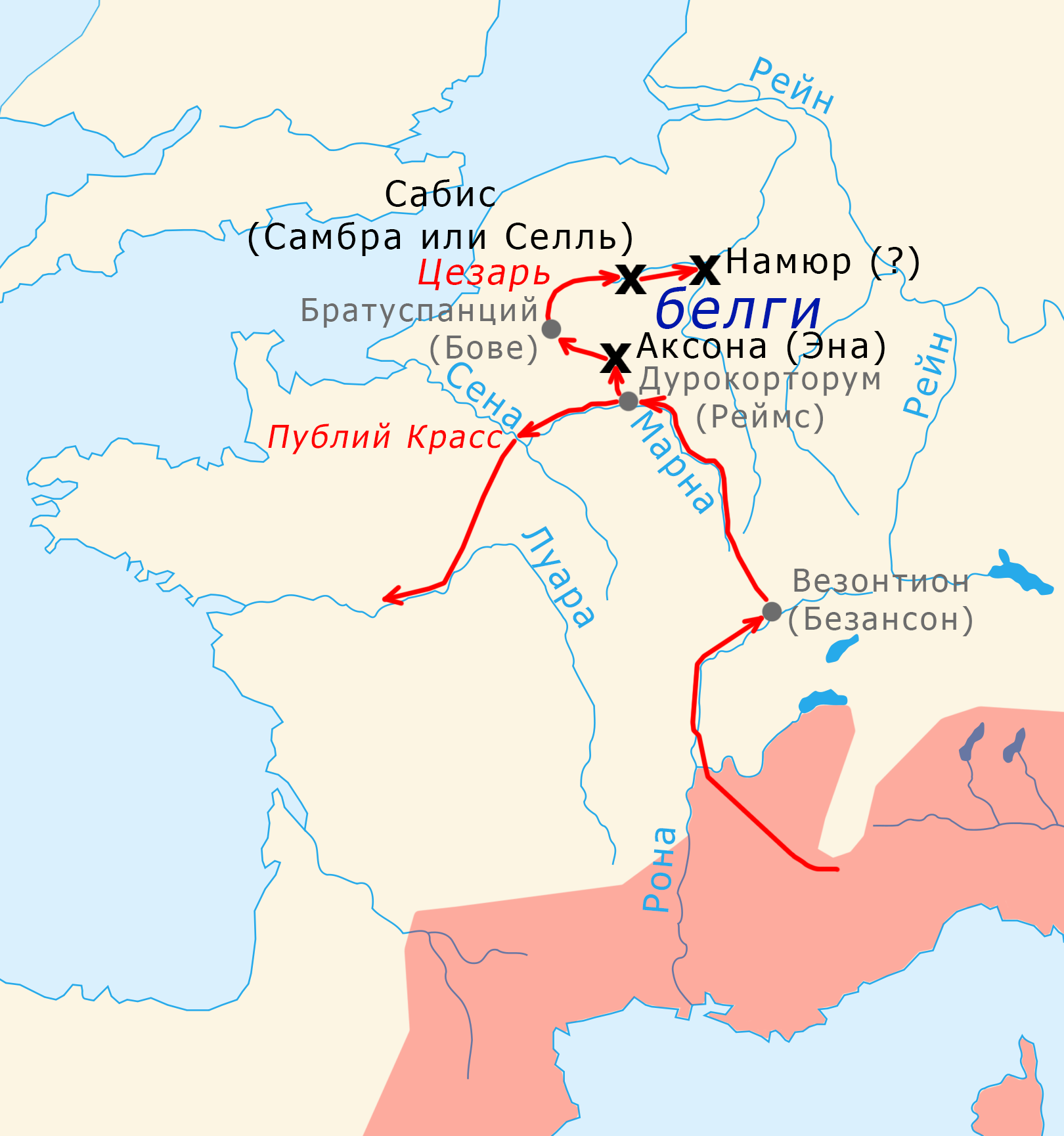
Кампания 57 года до н. э.
— Римская республика к началу войны
↗ — действия Цезаря и Красса
X — битвы; сперва указывается древний топоним, в скобках — современный; отождествление места битвы с адуатуками с Намюром является дискуссионным
Серым цветом отмечены города, через которые проходил путь Цезаря; современное название города даётся в скобках

Зимой 58/57 года до н. э. Цезарь находился в Цизальпийской Галлии, где много общался со своими соратниками, прибывавшими из Рима. Оставленный в области секванов Лабиен снабжал своего командира информацией о происходящем в провинции. Большое внимание уделялось белгам — жителям северной Галлии, которые готовились выступить против римлян. Уверившись в подготовке белгами сопротивления римлянам, Цезарь набрал ещё два легиона — XIII и XIV — и довёл общее их число до восьми, хотя в качестве наместника ему было позволено держать не более четырёх.
Как и в случае с «призванием» гельветов, Гульельмо Ферреро видит в выступлении белгов результат борьбы проримской и независимой группировок внутри Галлии. По его мнению, сторонники кельтской независимости, потерпев неудачу с организацией из гельветов сильной армии, способной защитить Галлию от внешних угроз, избрали на аналогичную роль не менее воинственных белгов.
У Цезаря был выбор: дожидаться нападения армии белгов либо ещё сильнее испортить свою репутацию среди галлов, но нанести превентивный удар против северных племён, не имея формального повода к войне. Возможно, к выбору в пользу второго варианта его подтолкнула незначительная реакция римлян на прошлогодние победы, и новые сражения могли бы добавить популярности проконсулу. При этом проконсул в «Записках» признаётся, что не имел ни малейшего представления о ситуации на севере.
Выведя шесть легионов с зимних квартир, весной 57 года до н. э. проконсул направился на север. Вскоре он столкнулся с послами племени ремов, которые заверили его в своей дружбе с Римом и обеспечили римские войска необходимыми припасами.
К этому времени белги собрали крупную армию и выступили навстречу Цезарю, и встретились обе армии в сильно заболоченной местности на реке Аксона (современное название — Эна), препятствовавшей сражению. Римский полководец избегал битвы, приняв во внимание численное превосходство противника, а также отражал все попытки белгов нарушить свои коммуникации и пути снабжения. Единственная серьёзная схватка, известная как битва на Аксоне, закончилась поражением крупного отряда белгов. После этого поражения вождь племени суессионов Гальба больше не мог содержать крупные силы и удерживать ополчения разных племён на одном месте, и вскоре его войска разошлись по домам. Способствовало распаду единой армии и наступление, предпринятое эдуями (союзниками Рима) в земли белловаков — одного из самых сильных белгских племён.
Проконсул воспользовался беспорядочным отступлением белгов и атаковал шедшие в арьергарде отряды. Затем римская армия повернулась на северо-запад и без боя подчинила себе разрозненных суессионов, белловаков, амбианов и другие племена. Северо-восточные белги, однако, создали новый союз для борьбы против римлян. На реке Сабис (современная Самбра или Селль) недалеко от современного города Баве римляне начали возводить лагерь, однако на них неожиданно напали войска белгов, самыми сильными из которых было племя нервиев. На левом фланге римлян находились IX и X легионы, в центре — VIII и XI, на правом фланге — VII и XII. Поскольку противнику удалось застать римлян врасплох при строительстве укреплений и разделить их на три группы, а Цезарь был вынужден сражаться в первых рядах, о централизованном командовании римскими войсками не могло идти и речи. Тем не менее, «Записки о Галльской войне» объясняют дальнейший перелом в сражении именно умелым руководством самого Цезаря. Однако более вероятно, что решающую роль сыграло мастерство легионеров и центурионов, а также действия Тита Лабиена. Левый фланг римлян под его командованием сумел обратить своих противников в бегство и некоторое время преследовал их. Уже перейдя реку, Лабиен обратил внимание на сложную ситуацию на правом фланге, где находился Цезарь, и отправил на помощь X легион. Кроме того, в бой вступил только что подошедший римский арьергард — XIII и XIV легионы. К этому времени часть белгов уже покинула поле битвы, разнося вести о разгроме римлян, и только племя нервиев продолжало сражаться. Они отказались отступать или сдаваться, и в конце концов были почти полностью перебиты.
После битвы племена нервиев, атребатов, веромандуев признали власть Рима. Они сдали всё оружие и выдали проконсулу заложников. Аналогичные условия мира приняли адуатуки — предположительно германское племя, которое пятьюдесятью годами ранее начало переселение вместе с кимврами и тевтонами, но осело среди белгов. Адуатуки спрятали часть своего оружия в лесах, а после заключения мира с Цезарем напали на римский лагерь ночью, но были отбиты. Проконсул преследовал адуатуков и разбил их, и вместо сравнительно лёгких условий капитуляции всех выживших представителей этого племени захватили и продали в рабство.
В то время как Цезарь находился в землях белгов, Публий Лициний Красс с одним легионом был направлен для покорения атлантического побережья Галлии, где не ожидалось серьёзного сопротивления. Без единого сражения все племена в Западной Галлии, самыми сильными из которых были венеты, признали власть Рима. Кроме того, один легион под командованием Сервия Сульпиция Гальбы был направлен на покорение племён в районе Сен-Готардского перевала. Целью операции было получение контроля над торговыми путями вглубь Галлии.
Уверенный в присоединении к Римской республике большей части Галлии, Цезарь направил в римский сенат соответствующее донесение. Возможно, в это же время были изданы две первые книги «Записок», призванные засвидетельствовать успехи полководца. На основании донесений наместника в его честь были впервые в истории назначены 15-дневные молитвы богам. По мнению Гульельмо Ферреро, эти празднования были назначены не столько в честь военных успехов Цезаря, сколько в ознаменование организации новой провинции. Юридическое оформление своих завоеваний в виде организации провинций позволило бы Цезарю превзойти славу современных ему полководцев Лукулла и Помпея, поскольку Галлия была значительно больше присоединённых ими Понта и Сирии. Впрочем, окончательно галльские провинции были созданы позднее.
Осенью 57 года до н. э. проконсул покинул Галлию и занялся делами другой своей провинции — Иллирика.

## Кампания 56 года до н. э.

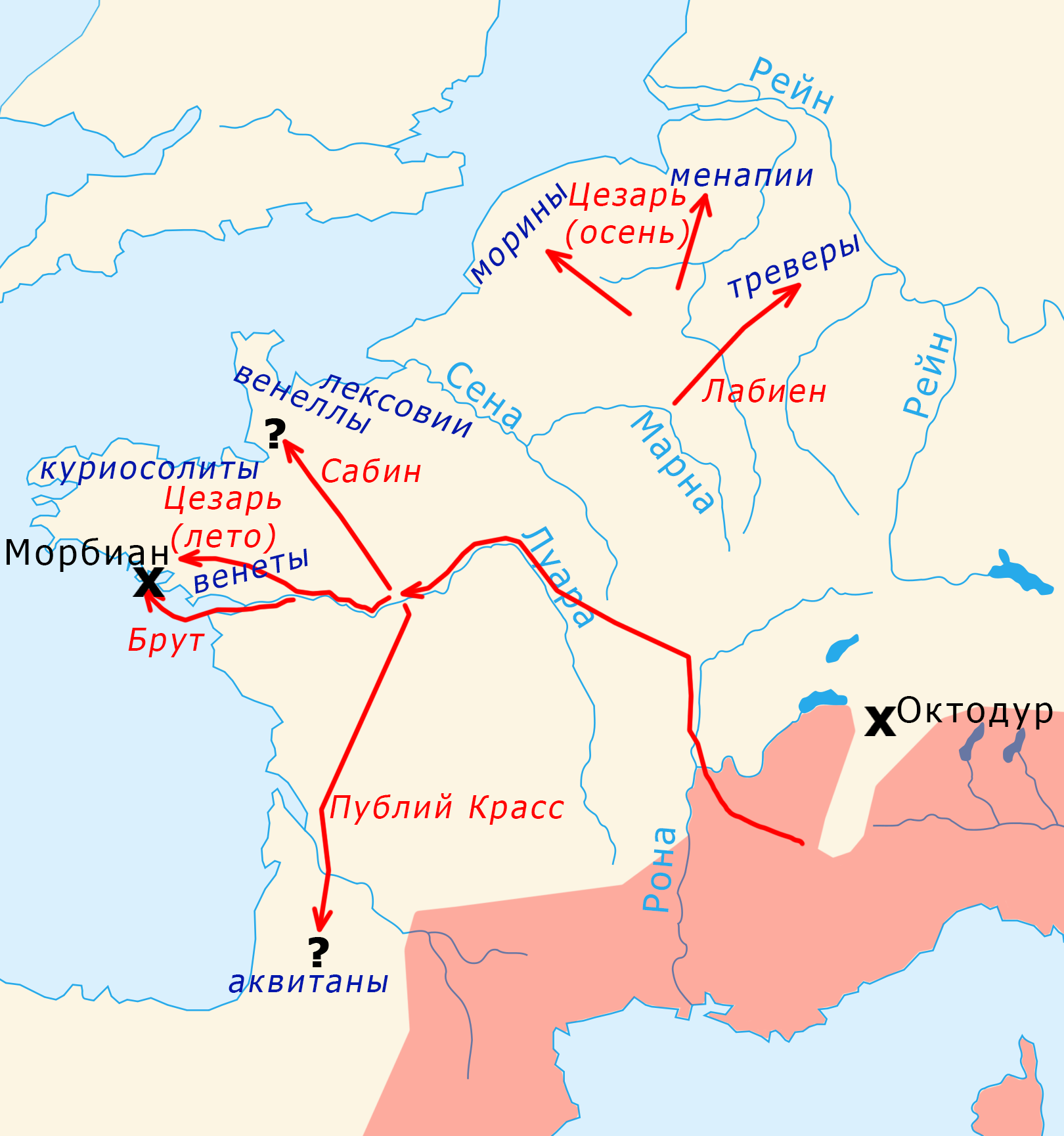
Кампания 56 года до н. э.
— Римская республика к началу войны
↗ — действия Цезаря
X — битвы; сперва указывается древний топоним, в скобках — современный (если есть)
? — битвы, место которых не установлено
Синим курсивом отмечены племена, враждебные римлянам

Зимой 57/56 года до н. э. и в начале наступившей весны в захваченной римлянами Галлии начались восстания. В Альпах сторожившего горные дороги из Италии в Галлию Сульпиция Гальбу атаковали местные племена, и его легион вынудили покинуть занятые территории. В только что присоединённой Западной Галлии был создан антиримский союз во главе с племенем венетов. Восставшие против римской власти венеты взяли в плен нескольких фуражиров Цезаря, собиравших продовольствие в их землях. Они потребовали от Цезаря вернуть всех заложников, которых взял с собой Красс в прошлом году. Наконец, появились известия, что к восставшим венетам готовятся присоединиться ещё независимые племена аквитанов.
Получив известия о восстаниях, Цезарь разделил свои силы на три части. Тит Лабиен должен был присоединить область треверов — одного из самых сильных независимых белгских племён, а Публию Лицинию Крассу поручалось присоединение Аквитании. Сам проконсул занялся подавлением восстания венетов, а Квинту Титурию Сабину поручалось ведение боевых действий против союзных венетам племён.
Заранее предвидя проблемы в покорении венетов, Цезарь распорядился создать на реке Лигера (современная Луара) сильный флот, который мог бы сражаться с галльскими кораблями. Дело в том, что атлантические племена кельтов широко применяли более эффективные в условиях Атлантического океана парусные корабли, в то время как римляне по-прежнему знали только вёсельные суда с большим килем, которые плохо подходили для сильных волн и приливов этих мест. Кроме того, венеты фактически монополизировали торговлю между Галлией и Британией, и благодаря этому располагали крупным флотом, в то время как Цезарь кораблей не имел вовсе. Благодаря этому приморские города галлов имели надёжное снабжение и при необходимости могли эвакуировать всё население городов, которые захватывались сухопутными войсками Цезаря. Взятие венетских городов представляло проблему ещё и из-за сильных приливов, которые превращали галльские укрепления, соединённые с материком узкими и низко расположенными полосами земли, в острова. Постройкой римского флота руководил Децим Юний Брут Альбин.
Пока легаты Цезаря подчиняли дальние области Галлии, а Брут готовил флот, сам проконсул отправился в Лукку, где в апреле в неофициальной обстановке встретился с коллегами по триумвирату Помпеем и Крассом, чтобы обсудить ряд насущных вопросов. Было решено, что Помпей и Красс с помощью подконтрольных им плебейских трибунов будут оттягивать выборы консулов на следующий год. Цезарь должен был закончить летнюю кампанию и направить своих легионеров в Рим, чтобы они приняли участие в выборах и поддержали кандидатуры Помпея и Красса. Важнейшей целью выборов стало недопущение избрания Луция Домиция Агенобарба в консулы. В случае успешного избрания Помпей и Красс должны были продлить полномочия Цезаря ещё на пять лет, а себе взять любые провинции для управления.
Одновременно Цезарь сумел увеличить свои полномочия в провинции. В мае 56 года Цицерон произнёс в римском сенате речь «О консульских полномочиях» (она сохранилась до наших дней), в которой поддержал идею расширения полномочий Цезаря. Соответствующее постановление было вскоре принято. Во многом именно благодаря оратору сенат согласился признать за проконсулом право на содержание не четырёх, а восьми легионов (все расходы на их содержание несла государственная казна), а также позволил Цезарю набрать ещё десять легатов. Старания Цицерона угодить Цезарю не остались незамеченными, и проконсул назначил Квинта Туллия Цицерона, брата оратора, одним из новых легатов.
Почти всё лето проконсул, располагавший четырьмя легионами, осаждал города венетов, но без особого успеха: галлы пользовались естественными особенностями своих городов (см. выше) и преимуществом на море. Квинт Титурий Сабин, командовавший тремя легионами, успешно действовал неподалёку от Цезаря.
Впрочем, вскоре Децим Брут завершил строительство флота и вывел его в открытое море, но даже умелые римские мореходы не могли решить, как лучше всего бороться с кораблями незнакомой им конструкции. Традиционно римляне таранили корабли противника носами своих судов, обстреливали их экипаж из баллист и высаживали абордажные отряды. Корабли венетов с высокими дубовыми бортами не годились для применения тактики морского боя, которую римляне разработали ещё в Первую Пуническую войну. Тем не менее, они выработали новые способы морского боя против кораблей галлов. При благоприятной для галер погоде римляне подплывали вплотную к вражеским кораблям и начинали рубить канаты галльских судов серпами на длинных палках, стремясь срезать паруса и лишить корабли противника подвижности. Затем римляне могли беспрепятственно высаживать абордажные отряды, что превращало морское сражение в выгодное для римской армии сухопутное. Благодаря использованию этой тактики и наступлению полного штиля на море Брут нанёс поражение венетам в решающей битве в бухте Киберон вблизи устья Луары. Проконсул и его войска наблюдали за морской битвой с берега. После этого венеты и их союзники запросили мира, но Цезарь приказал казнить старейшин восставших, а всё население продал в рабство. Цезарь оправдывал эти действия захватом послов перед началом восстания, но вполне вероятно, что эти люди не имели дипломатического статуса, а лишь собирали продовольствие в землях венетов.
Когда основные силы Цезаря осаждали приморские города возле устья Луары и в Арморике, Публий Красс с 4-5 тысячами солдат, вспомогательными войсками и кавалерией прибыл в Аквитанию — область между рекой Гарумна (современная Гаронна) и Пиренеями. Местные племена (вероятно, родственные современным баскам) собрали ополчение, которое Цезарь в «Записках» оценил в 50 тысяч солдат, и доверили командование полководцам, сражавшимся в Серторианской войне против римлян. Благодаря опыту службы в армии Квинта Сертория командующие аквитанским ополчением действовали по римским обычаям ведения войны. Они разбили укреплённый лагерь на выгодной позиции и старались лишить римлян продовольствия. Несмотря на численное превосходство аквитанов, Красс напал на их лагерь, а в разгар битвы направил свои резервы через слабо укреплённые задние ворота в тыл противника, благодаря чему сумел добиться победы. Вскоре после сражения большинство аквитанских племён признало власть Рима.
В конце лета проконсул направился в низовья Рейна для подчинения остававшихся независимыми племён моринов и менапиев, однако в 56 году до н. э. завершить эту кампанию не удалось: ухудшение погоды в конце осени — начале зимы (по другой версии, погода ухудшилась ещё летом) сделало ведение военных действий в болотистой местности невозможным. Препятствовала войне и партизанская тактика этих племён: вместо того, чтобы принять открытый бой, они прятались в лесах и болотах на территории Фландрии. Проконсул приказал своим легионерам вырубать широкие просеки в лесах, строя из поваленных деревьев частокол вдоль дороги, но не успел завершить начатое.
Большинство легионеров Цезаря, однако, направились не на зимние квартиры, а в Рим. В конце 56 года до н. э. состоялись выборы консулов на следующий год. Традиционно проводимые летом, в этом году выборы под разными предлогами откладывались плебейскими трибунами из числа сторонников триумвирата. Их провели только когда в город вернулись солдаты Цезаря, которых привёл Публий Красс. Легионеры приняли участие в долгожданных выборах и поддержали на них Помпея и Марка Красса. Выборы сопровождались столкновениями сторонников триумвирата с одной стороны, и Агенобарба с Катоном — с другой:

«Помпей <…> не допустил Домиция на форум; он подослал вооружённых людей, которые убили сопровождавшего Домиция факелоносца, а остальных обратили в бегство. Последним отступил Катон: защищая Домиция, он получил рану в правый локоть.»
— Плутарх. Помпей, 52; перевод Г.А. Стратановского
В марте следующего, 55 года до н. э., Помпей и Красс консульским декретом продлили полномочия Цезаря на пять лет, исполнив свою часть уговора. Теперь последним годом проконсульства Цезаря вместо 55 стал 50 год до н. э.

## Кампания 55 года до н. э.

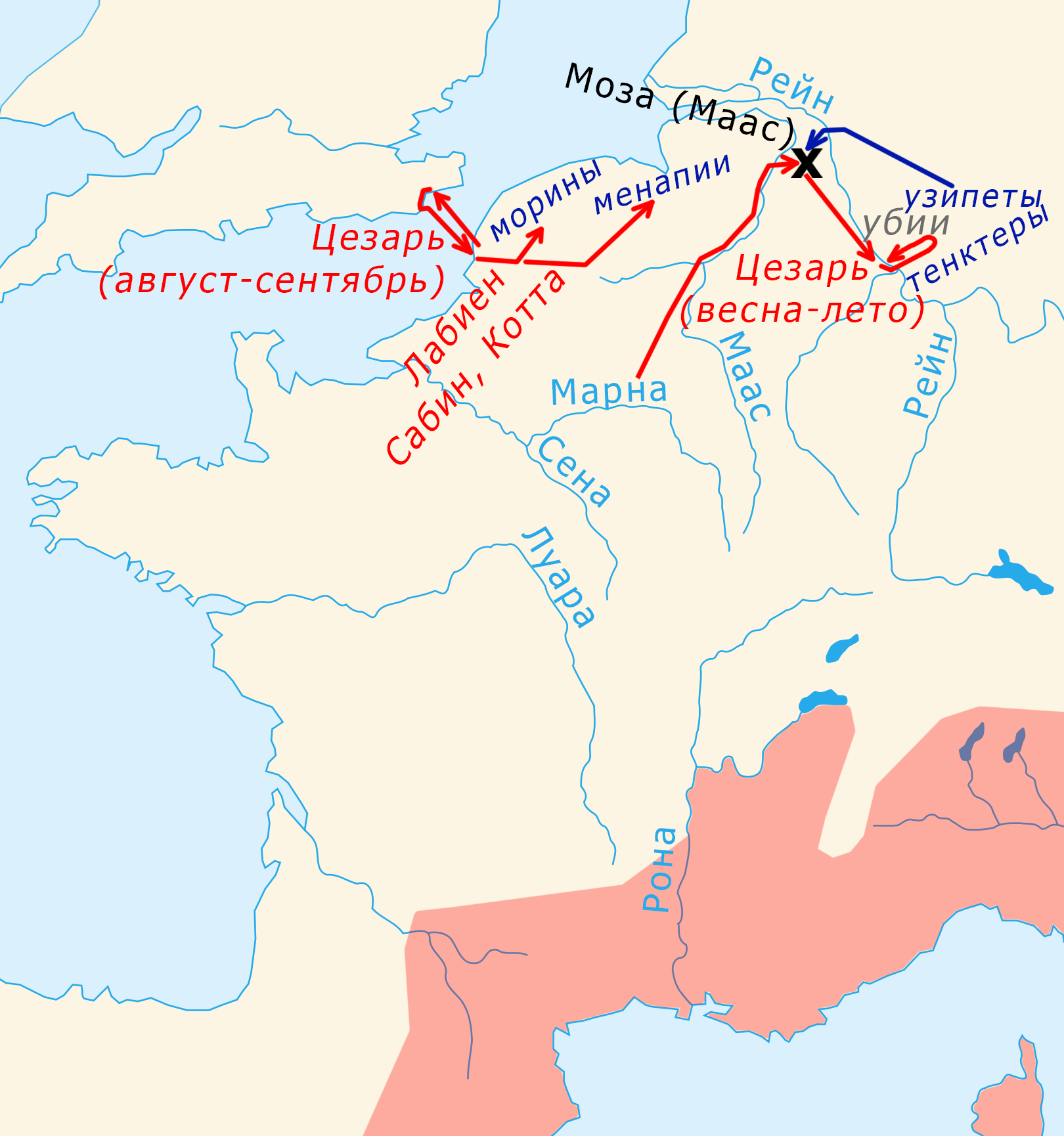
Кампания 55 года до н. э.
— Римская республика к началу войны
↗ — действия Цезаря и его легатов
↗ — действия узипетов и тенктеров
X — битвы; сперва указывается древний топоним, в скобках — современный (если есть)

### Первая экспедиция в Германию
Первоначально Цезарь планировал в 55 году до н. э. укрепить римское господство в Галлии и организовать там систему администрации по образцу других провинций, но этим планам не суждено было сбыться. В начале года проконсул получил известия о том, что на левый берег Рейна переселились германские племена тенктеров и узипетов, а галльские племена хотят просить их о помощи в избавлении от власти римлян. Собрав вождей галльских племён, Цезарь потребовал от них прислать ему кавалерийские отряды, и вскоре двинулся к Рейну. Причина, по которой два многочисленных племени, зная об участи Ариовиста, решились перейти через Рейн, неясна. Сам Цезарь приписывает эту эмиграцию натиску свевов, однако германцев могли призвать галлы для борьбы с Цезарем.
Римская армия при поддержке галльской кавалерии начала поход к Рейну, однако римлян встретила не армия германцев, а их посольство. Переселившиеся племена заверяли Цезаря в своих мирных намерениях и просили его самому определить место в Галлии, где они могли бы расселиться. Проконсул не поверил послам и предположил, что они затягивают время, пока не вернётся германская кавалерия, направленная на разведку. Он отказался выделять им землю под предлогом отсутствия свободных территорий, но предложил вернуться в Германию и поселиться возле племени убиев, которые давно просили римлян помочь им защититься от свевов. Стороны договорились оставаться на месте, пока германцы не дадут ответ Цезарю через три дня. Проконсул, однако, повёл свои войска вперёд и расположился в 18 километрах от главного лагеря переселенцев. Во время следующих переговоров, по версии «Записок о Галльской войне», германская кавалерия внезапно напала на римлян, и переговоры были прекращены. На следующий день, однако, в римский лагерь явились все старейшины обоих германских племён, уверяя, что инцидент был случайностью. Цезарь не только не поверил им, но и приказал взять их в плен. Одновременно римская армия начала наступление на лагерь германцев, который не был готов к отражению атаки. Проконсул приказал никого не щадить, и римляне перебили большую часть людей в лагере — 400 тысяч человек, включая женщин, детей и стариков по завышенной оценке Цезаря. Очень немногие сумели спастись, переплыв Рейн. Жестокая расправа над двумя германскими племенами была призвана пресечь все попытки галлов воспользоваться помощью извне для освобождения от римской власти.
Сочинение Цезаря последовательно оправдывает его действия в этой кампании, хотя не всегда убедительно. Как отмечает С. Л. Утченко, «на сей раз даже автор „Записок“ не был уверен в том, что он действовал в пределах допустимой военной хитрости». Не верили в честность проконсула и в Риме. Реакция на его победу в столице была противоречивой, поскольку он попрал все воинские традиции. Это считалось позором для римского оружия, а захват послов прямо ударял по репутации Рима. Катон потребовал у сенаторов, чтобы Цезаря выдали германцам, однако его радикальное предложение не поддержали, а в честь победы всё же назначили торжественные жертвоприношения:

«…когда сенат выносил постановления о празднике и жертвоприношениях в честь победы, Катон выступил с предложением выдать Цезаря варварам, чтобы очистить город от пятна клятвопреступления и обратить проклятие на того, кто один в этом повинен»
— Плутарх. Цезарь, 22; перевод Г. А. Стратановского и К. П. Лампсакова.

План моста, возведённого Цезарем через Рейн в 55 году до н. э.

Вскоре после победы над тенктерами и узипетами римский полководец стал готовиться к пересечению Рейна, куда дружественное племя убиев давно приглашало его войска для защиты от набегов свевов. Вероятно, долгосрочных планов в Германии у Цезаря не было, однако он желал продемонстрировать силу римского оружия на германской земле. В районе современного Кобленца Цезарь возвёл деревянный мост длиной около 400 метров — по-видимому, первое подобное сооружение на Рейне. На германцев, никогда не видевших подобных конструкций, этот мост произвёл неизгладимое впечатление.
Строительство этого моста, подробно описанного Цезарем, было более важной задумкой, чем просто демонстрация мастерства римских инженеров галлам и германцам. Прежде всего, в позднеантичную эпоху стремление полководца перейти через установленные природой границы в неизведанные страны вызывало ассоциации с Александром Македонским. Определённую функцию выполняло и нацеленное на римскую аудиторию подробное описание строительства моста в «Записках»: Цезарь доказывал, что он не только удачливый полководец, но также умный и трудолюбивый организатор. Мост через крупную реку был построен всего за десять дней. При этом практическая необходимость его возведения была сомнительной, поскольку убии предлагали римлянам корабли для переправы.
Сугамбры и часть свевов (возможно, хатты), узнав о переправе Цезаря, покинули свои поселения и скрылись в лесах. Это улучшило положение убиев, которые на время избавились от неприятного соседства. Тем не менее, проконсул не стал навязывать германцам борьбу, и через 18 дней после переправы вернулся вместе со своей армией на левый берег Рейна, а мост приказал за собой сжечь. Рассказывая в своих «Записках» об этой кампании, проконсул составил и рассчитанный на римского читателя рассказ об обычаях и нравах германцев.

### Первая экспедиция в Британию
Вскоре после завершения похода за Рейн Цезарь приказал организовать высадку в Британию. Помимо очередной демонстрации силы проконсул знал, что островные кельты поддерживают тесные связи с материковыми, предоставляют убежище беглецам и, возможно, поддерживают галлов в борьбе против Рима. Кроме того, начало набора кельтов во вспомогательные и даже основные войска может свидетельствовать о желании проконсула удержать контроль над многочисленными воинами галльских племён, которые остались без своего традиционного занятия. Поход в Британию, таким образом, должен был обустроить галльских солдат в новой завоевательной кампании. Хотя Цезарь распорядился начать подготовку к экспедиции, он по-прежнему ничего не знал об острове (по крайней мере, так он утверждает в «Записках).
О северном острове почти ничего не знали и античные географы, и даже многие материковые галлы. Галльские купцы, по свидетельству Цезаря, редко заходили вглубь острова, ограничиваясь торговлей с прибрежными поселениями, и потому не могли помочь информацией. Для разведки берегов проконсул направил через Ла-Манш Гая Волузена. Вскоре в Британии узнали о планах Цезаря, и некоторые племена прислали к нему своих послов, предлагая союз. Проконсул отправил их назад с просьбой подождать, а с ними отправил галла Коммия, которому поручил подробно разведать местность и привлечь все местные племена на свою сторону. Коммий подплыл к побережью острова, но долго не решался сойти с корабля. Когда же он высадился, кельты взяли его в плен.
Лагерь для отправки римской экспедиции находился где-то неподалёку от пролива Па-де-Кале: Цезарь утверждает, что воспользовался кратчайшим путём, но слабое знание им географии Ла-Манша не позволяет подтвердить эту версию.
Поскольку полномасштабное вторжение не планировалось, проконсул выделил для экспедиции 2 легиона, не считая вспомогательных войск. Для их переправки было подготовлено 80 кораблей, и наверняка использовались и суда, построенные Брутом для битвы с венетами. Перед началом похода Цезарь поручил Публию Сульпицию Руфу охранять место отправления, а Титурию Сабину и Аврункулею Котте — возглавить поход против той части племён менапиев и моринов, которая ещё оставалась независимой. Предположительно 27 августа 55 года до н. э. VII и X легионы погрузились на корабли и пересекли пролив; кавалерия должна была погрузиться на суда позднее и присоединиться к Цезарю уже на британском побережье.
Британская экспедиция не задалась с самого начала: на берегу, намеченном для высадки, римлян ожидали враждебно настроенные войска кельтов, а корабли с кавалерией так и не появились из-за непогоды. Римскому полководцу удалось высадить свои войска неподалёку, хотя во время десантирования кельты пытались напасть на римлян. Вскоре после строительства легионерами лагеря на берегу начались мирные переговоры. Попытки договориться прервал сильный прилив, которого римляне не ожидали. Смена погоды сильно повредила флот, не приспособленный к условиям Атлантического океана, чем воспользовались кельты и напали на VII легион. Когда вскоре появились сведения о приближении крупных войск кельтов, которых два легиона не смогли бы сдержать, Цезарь приказал возвращаться на материк. Всего экспедиция заняла чуть больше месяца, и завершилась приблизительно 29 сентября.
Два транспорта римлян с 300 солдатами из-за непогоды не смогли причалить в назначенном месте, и были выброшены на берег в землях той части племени моринов, которые уже подчинились римлянам. Морины окружили высадившихся римлян и потребовали от них сдать оружие, а когда они отказались, немедленно атаковали. На стороне нападавших был значительный численный перевес, но они были разбиты подоспевшей кавалерией Цезаря. Проконсул использовал этот эпизод для обоснования очередного похода против моринов и менапиев, поручив их окончательное покорение Лабиену. Легат успешно справился с заданием, поскольку, по словам Цезаря, «болота, в которых они скрывались в прошлом году, высохли».

### Возвращение в Цизальпийскую Галлию
Направляясь в Цизальпийскую Галлию на зиму, Цезарь приказал готовить новый флот, который смог бы эффективно действовать в условиях Атлантического океана. Очевидно, проконсул наметил полномасштабное вторжение в Британию в качестве приоритета на будущий год, хотя, возможно, у него не было планов по долгосрочному освоению острова.
Получив отчёт о победах Цезаря (возможно, приукрашенные описания кампаний из этого донесения легли в основу «Записок о Галльской войне»), сенат не только вновь назначил в его честь торжественные молитвы богам, но ещё и увеличил их до двадцати дней. Как полагает Ричард Биллоуз, на этот раз в Риме праздновали не столько победы своего полководца, сколько сам факт вторжения в Германию и Британию. В античную эпоху эти две большие территории были известны крайне слабо, и пробелы в знаниях о них заменялись небылицами. Верили, что в Британии в изобилии встречается золото, серебро и жемчуг.
В конце года стало окончательно известно, что Цезаря вскоре покинет один из его самых многообещающих офицеров: Публий Лициний Красс должен был присоединиться к своему отцу Марку в его парфянском походе. Впрочем, точное время отбытия талантливого офицера из лагеря Гая неизвестно; известно, что Публий присоединился к экспедиции отца позднее, зимой 54-53 годов, и привёл для участия в кампании около тысячи всадников, набранных в Галлии.
На выборах консулов на следующий год победили Аппий Клавдий Пульхр и Луций Домиций Агенобарб, а одним из преторов стал Катон. Агенобарб, давний оппонент Цезаря, выступал за скорейший отзыв проконсула из Галлии. Впрочем, в защиту Цезаря успешно выступал Цицерон; кроме того, общественное мнение было благоприятно по отношению к полководцу из-за его новых достижений; возможно, этому способствовало активное распространение копий 4-й книги «Записок о Галльской войне» о событиях минувшего года.

## Кампания 54 года до н. э.

Кампания 54 года до н. э., анимированная карта
— Римская республика к началу войны
↗ — действия Цезаря и его легатов
X — битвы; сперва указывается древний топоним, в скобках — современный (если есть)
Серым цветом отмечены города, через которые проходил путь Цезаря и его легатов; современное название города даётся в скобках
Красным цветом отмечены римские лагеря, синим цветом отмечены враждебные римлянам племена (курсивом) и осаждённые восставшими лагеря

### Вторая экспедиция в Британию
Зимой 55/54 года до н. э. Цезарь задержался в Иллирике, где подавлял начавшееся там восстание. После его завершения проконсул сразу же направился в порт Итий, местоположение которого до сих пор не установлено (возможно, это Булонь; существует также предположение, что береговая линия в этом регионе в I веке до н. э. была иной, и возле современного города Виссан находилась достаточно крупная бухта). Там завершалось строительство 600 новых транспортных судов и 28 больших боевых кораблей сопровождения
.
До начала второго вторжения в Британию Цезарь предпринял поход в земли треверов, которые якобы планировали очередной призыв германцев из-за Рейна. Проконсул вмешался в борьбу двух враждующих друг с другом вождей треверов — Индуциомара и Цингеторига — и поддержал последнего.
Первоначально Цезарь планировал переправить в Британию все 8 легионов и 4 тысячи кавалеристов, но затем изменил планы и взял в экспедицию только 5 легионов и 2 тысячи всадников. Все оставшиеся войска он передал Титу Лабиену с поручением внимательно следить за ситуацией в Галлии. Причиной сохранения крупного гарнизона в покорённой провинции стала сложная ситуация в Галлии, что проявилось в конфликте Цезаря с популярным среди галлов вождём эдуев Думноригом. Он отказался плыть на остров вместе с полководцем, а затем покинул лагерь. После этого проконсул приказал догнать его и убить как дезертира. Кроме того, Квинт Цицерон писал своему брату о том, что Цезарь вовсе раздумывает об отмене экспедиции, хотя в качестве причины для сомнений он называл получение информации о приготовлениях кельтов в Британии.
Летом войска Цезаря на 800 кораблях переправились из Ития приблизительно на берег прошлогодней высадки. На этот раз десант прошёл без противодействия островных кельтов: увидев сотни приближающихся кораблей, прибрежные племена бежали вглубь страны. Разрозненные племена юго-восточной Британии временно объединились вокруг Кассивелауна — вероятно, вождя племени катувеллаунов. Под его руководством островные кельты отказывались от крупных сражений с римлянами, отступая вглубь острова и нанося отдельные удары отрядами кавалерии и боевыми колесницами, которых не могли преследовать тяжеловооружённые легионеры.
Переправившись на левый берег Темзы, Цезарь взял главную крепость владений Кассивелауна (возможно, на территории нынешнего графства Хартфордшир) и добился мира с кельтами, поскольку вожди племён перестали доверять полководцу. Впрочем, отсутствие серьёзных военных успехов не позволило римскому полководцу требовать полного подчинения кельтов, и они выдали Гаю заложников и пообещали не нападать на дружественное Риму племя триновантов. Кроме того, Цезарь обложил юго-восточные племена Британии данью, но она, вероятно, никогда не выплачивалась. Приблизительно 20 сентября Цезарь вернулся в Галлию, переправив войска в два этапа.
Надежды на богатые трофеи не оправдались, и Цицерон писал, что вся добыча состояла из небольшого числа рабов, которым из-за неграмотности можно было поручать только самый простой труд. Впрочем, в дальнейшем ничего не известно о какой-либо помощи, которую островные кельты оказывали материковым.
После британской экспедиции Цезарь распределил войска по восьми лагерям для зимовки:
1. Гай Фабий — в землях моринов;
2. Квинт Туллий Цицерон — в землях нервиев;
3. Луций Аврункулей Котта и Квинт Титурий Сабин — вдвоём командовали крупнейшим лагерем в землях эбуронов, где зимовал один легион и ещё пять когорт. Их лагерь находился в селении Адуатука (по разным версиям, это современный Тонгерен или Льеж);
4. Луций Росций Фабат — в землях эсувиев;
5. Марк Лициний Красс Младший — в Белгике, южнее Самаробривы (современный Амьен);
6. Луций Мунаций Планк — где-то в Белгике;
7. Гай Требоний — в Белгике (возможно, в Самаробриве);
8. Тит Лабиен — в землях ремов возле границы с областью треверов[142].

Известно, что Квинту Цицерону было предоставлено право самому определить место для расположения лагеря, и такие же полномочия, вероятно, получили и другие офицеры.
«Записки» сообщают причину, по которой армия зимовала по частям, порой на значительном отдалении друг от друга — из-за плохого урожая вследствие летней засухи. Впрочем, другой причиной, по которой войскам не хватало продовольствия в одном месте, были длительные войны самого Цезаря, истощившие ранее процветавшую территорию.
В 54 году до н. э. Гай, вопреки обыкновению, сперва задержался на завоёванных территориях до укрепления лагерей всеми его офицерами, а затем и вовсе отказался от зимовки в Цизальпийской Галлии. Своё решение проконсул изменил после получения известий об убийстве Тазгетия (Тасгеция), вождя племени карнутов. Вместе с одним легионом он решил зимовать в Самаробриве (современный Амьен), а Луцию Мунацию Планку приказал выдвинуться в земли карнутов и зимовать там.

### Восстание белгов
В конце 54 года до н. э. Индуциомар, ранее отстранённый Цезарем от власти, узнал о разобщённости римских легионов и начал сбор верных себе треверов. Он также сообщил о своих планах другим вождям белгов, недовольных римской властью, призывая их напасть на ближайшие лагеря оккупантов. Впрочем, создание единого командования не планировалось, и все племена действовали по своему усмотрению.
Первыми против римлян выступило племя эбуронов, чьи войска возглавили Амбиориг и Катуволк (или Кативолк). Они напали на Адуатуку, где базировались XIV легион и пять когорт прочих войск — в общей сложности около 6-8 тысяч солдат. Римляне отбили первую атаку, и в их лагерь вскоре прибыл Амбиориг. Он утверждал, что эбуроны вынудили возглавить поход против его воли и предлагал им безопасно покинуть лагерь вместе с войсками. Кроме того, он сказал, что через Рейн уже переправился большой отряд германцев, который скоро будет помогать галлам брать лагеря римлян поодиночке. Поскольку Амбиориг пользовался доверием Цезаря (именно неоплаченным долгом перед проконсулом Амбиориг и мотивировал своё щедрое предложение), к его мнению прислушался Титурий Сабин, один из двух командующих лагерем и войсками, и предложил воспользоваться предложением. Его коллега Аврункулей Котта отказался, но в конце концов было решено выдвигаться. Однако эбуроны устроили на римлян засаду, использовав знание местности. Большая часть легионеров была убита, и лишь немногие сумели добраться до лагеря Лабиена. Потери римлян от засады оцениваются в 7 тысяч человек.
Все эти события известны по «Запискам» и составлены из показаний немногочисленных выживших и взятых в плен галлов. Хотя основа рассказа заслуживает доверия, проконсул приписывает всю вину Титурию Сабину. Его современники, однако, возлагали вину на самого Цезаря: назначение двух командующих одним лагерем было его идеей, и, как командующий, он должен был нести полную ответственность за случившееся. Поражение римлян казалось особенно позорным из-за того, что эбуроны никогда не считались в Галлии умелыми воинами. Сам факт чувствительного поражения римской армии ослаблял авторитет Цезаря как полководца и доказывал галлам хрупкость римского господства.
Узнав об успехе эбуронов, решилось выступить племя нервиев. Воспользовавшись тем, что расположенный в их землях лагерь оставался в неведении об атаке эбуронов, они собрали крупные силы и подготовились к нападению. Цезарь пишет о 60 тысячах нервиев; эта цифра наверняка завышена, но, несомненно, белги имели значительный численный перевес.
Лагерем в земле нервиев (располагался он на реке Самбре) командовал Квинт Туллий Цицерон, который никогда не отличался военными дарованиями, а легатом он стал только благодаря протекции своего брата Марка: Цезарь очень рассчитывал на защиту Марком его интересов в Риме. Из писем Квинта, сохранившихся среди переписки его брата, известно о том, что по пути в лагерь он занимался не вопросами обеспечения войск, а сочинением трагедий. Тем не менее во время внезапной атаки нервиев и их союзников он достойно проявил себя. К моменту нападения галлов лагерь не был укреплён до конца, и под руководством Квинта все работы были завершены всего за одну ночь. На следующий день нервии прислали послов с предложением, которое уже сработало в первом римском лагере, но Квинт решительно отверг его.
Не исключено, что заслуги Квинта в «Записках» намеренно приукрашены Цезарем ради сохранения расположения его брата, но едва ли преувеличения были всеобъемлющими. После провала переговоров белги приступили к осаде лагеря. Ранее галлам были неизвестны греко-римские приёмы осады городов и осадные орудия, но их научило наблюдение за действиями Цезаря при осаде их собственных укреплений.
Поскольку Квинт не успел сообщить Цезарю о нападении, он пообещал большую награду тому, кто сумеет проникнуть через ряды осаждающих и доставить послание проконсулу о начале осады. После недели блокады и нескольких неудачных попыток это удалось одному галльскому рабу, который доставил сообщение о нападении Цезарю в Самаробриву. В этом городе проконсул сосредоточил крупные запасы продовольствия и собрал всех заложников от различных племён. Кроме того, здесь хранились деньги, предназначенные для выплаты жалованья, и вся переписка армии. Полководец вызвал младшего Марка Красса, чтобы он немедленно оставил свой лагерь и взял на себя охрану Самаробривы, а легион Цезаря в это время выступил на помощь Квинту Цицерону. В «Записках» утверждается, что войска Красса за ночь и утро прошли 25 миль (около 40 километров). Одновременно проконсул написал в два других ближайших лагеря Гаю Фабию и Титу Лабиену с приказом немедленно выступать и соединиться с ним неподалёку от лагеря Квинта. Лабиену, впрочем, Цезарь предоставил возможность удержания лагеря, если этого потребует обстановка. Тит воспользовался этой оговоркой, поскольку племя треверов к приходу письма уже собирало силы вокруг его лагеря. После объединения легиона Цезаря и небольшого числа вспомогательных войск с легионом Фабия римляне всё равно располагали небольшими силами — около 7 тысяч солдат. Причиной неполного комплектования легионов была длительная кампания, в течение которой подкрепления приходили нерегулярно. Наконец, солдаты Цезаря подошли к осаждённому лагерю Цицерона. К этому времени запертые легионеры пережили поджог лагеря и отразили полномасштабный штурм, во время которого многие солдаты получили серьёзные ранения. Разведчик проконсула из галлов предупредил Цицерона о скором прибытии подкрепления, метнув в лагерь метательное копьё (лат. tragula) с прикреплённым письмом, написанным по-гречески, но оно попало в башню, и два дня никто не обращал на него внимания.
Нервии сильно превосходили римлян количеством войск, хотя едва ли они располагали 60 тысячами солдат, как утверждает Цезарь (см. выше). Узнав о приближении Цезаря, они сняли осаду и выступили против него. Цезарь, не желавший вести сражение в невыгодных условиях, спровоцировал галлов на нападение на заранее подготовленные позиции. Для этого полководец начал строительство слишком маленького лагеря, а своим солдатам приказал отступать за ворота при первых же признаках опасности. В «Записках» этот план сводится к желанию «внушить врагу полное презрение к нашему войску». Когда галлы вплотную подошли к лагерю (Цезарь увёл своих солдат со стен и с башен) и начали вручную засыпать ров, на них одновременно из всех ворот напали легионеры и обратили противника в бегство.
Поздно вечером того же дня вести о победе Цезаря достигли лагеря Лабиена, и Индуциомар, который наметил на следующий день штурм римского лагеря, распустил свои войска. Однако Лабиен немедленно отправил кавалерию в погоню за галльским вождём, и он был захвачен. Отказались от нападения на XIII легион и племена в Арморике.

## Кампания 53 года до н. э.

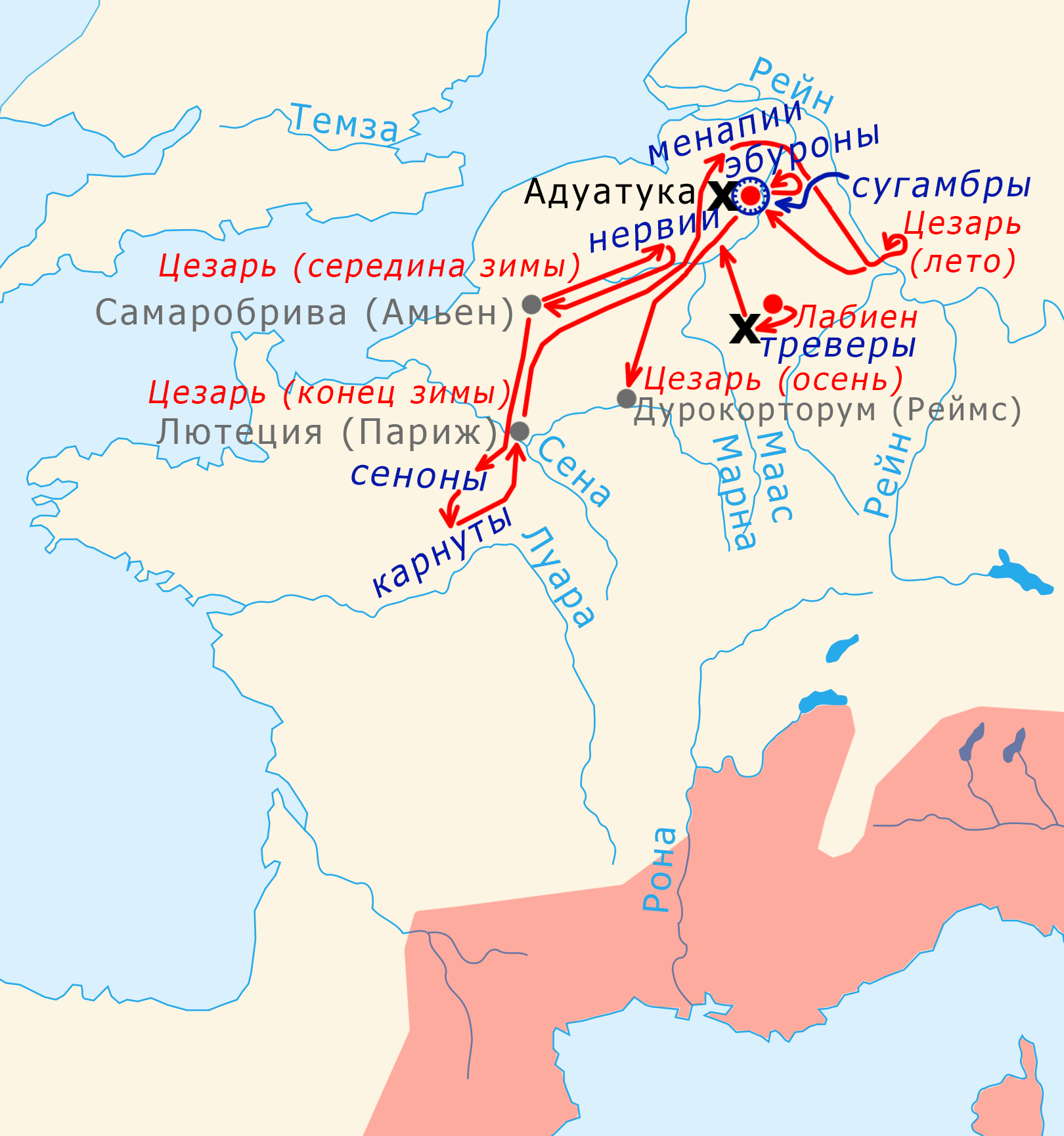
Кампания 53 года до н. э.
— Римская республика к началу войны
↗ — действия Цезаря и его легатов
↗ — действия сугамбров
X — битвы; сперва указывается древний топоним, в скобках — современный (если есть)
Серым цветом отмечены города, через которые проходил путь Цезаря и его легатов; современное название города даётся в скобках
Красным цветом отмечены римские лагеря, синим цветом отмечены враждебные римлянам племена (курсивом) и осаждённые восставшими лагеря

### Подавление восстания белгов и вторая экспедиция в Германию
Зимой Цезарь пополнил ряды своих войск и заново набрал два легиона: XV и новый XIV вместо уничтоженного. Кроме того, проконсул запросил у Помпея и вскоре получил недавно набранный I легион, который должен был направиться в Испанию. Таким образом, общее число римских войск в Галлии было доведено до десяти легионов. Усиление было особенно важно для демонстрации галлам неисчерпаемых человеческих ресурсов Римской республики.
Восставшие не имели единого командования, и Цезарь надеялся воспользоваться этой разобщённостью. В конце зимы он напал на нервиев с четырьмя легионами, и после разграбления их пограничных земель племя подчинилось полководцу и выдало заложников. В начале весны Цезарь созвал вождей галльских племён в Лютецию (современный Париж). По пути в Лютецию он вынудил сдаться племя сенонов, после чего прежде враждебно настроенные карнуты также запросили мира.
После совещания, в ходе которого вожди племён центральной Галлии заверили Цезаря в своей преданности, он направился в Белгику для окончательного подавления восстания в этих землях. Гай приступил к повторному покорению племени менапиев, а Тита Лабиена с тремя легионами выслал для борьбы с треверами, проживавшими южнее. Менапии в очередной раз отступали, скрываясь в лесах и болотах, но Цезарь действовал против них по новому плану: его войска разделились на группы, которые вырубали лес и строили дамбы и мосты через болота и реки, проходя вглубь вражеских земель. Предвидя скорый разгром своих сил и разграбление всех своих селений, племя сдалось проконсулу. В это же время Тит Лабиен столкнулся с треверами и, вынудив их принять бой в неудобном для них месте, полностью разгромил противника.
Затем Цезарь узнал о переправе германских отрядов через Рейн по призыву Амбиорига. Римская армия поднялась вверх по течению Рейна, возвела ещё один мост через реку приблизительно в том же месте, что и в первый раз, и вновь переправилась в Германию. Целью была демонстрация германцам уже не самих достижений римской инженерной мысли, а тривиальности такой задачи. Римляне недвусмысленно давали понять, что Рейн для них не является преградой, и в случае нарушения неписаной границы германцами римляне немедленно проведут карательную экспедицию на другом берегу. Свевы, подошедшие близко к реке и к племени убиев, немедленно отошли вглубь Германии и призвали Цезаря сразиться с ними на их территории, но он не стал отдаляться от Рейна и вскоре вернулся в Галлию.

### Карательная экспедиция против эбуронов и нападение германцев
Следующей операцией Цезаря стало подчинение эбуронов. Основные войска племени под руководством Амбиорига отступили, узнав о нападении на приграничные поселения. Другой вождь эбуронов, Катуволк, покончил жизнь самоубийством, съев ягоды тиса. Возможно, это был вид ритуального самоубийства, с помощью которого Катуволк признавал свою вину и просил Цезаря пощадить своих соплеменников. В погоне за вражескими отрядами римляне прошли возле Адуатуки, и Цезарь приказал заново набранному XIV легиону под командованием Квинта Цицерона укрепить это место и охранять здесь обоз. Эбуроны, однако, уже скрылись в лесах, но не сдавались, и вскоре Цезарь прекратил преследование. Понимая преимущество эбуронов в случае начала партизанской войны, он объявил их поселения свободными для разграбления, чем воспользовались не только их соседи, но и отряды мародёров со всей Галлии и даже из-за Рейна.
Вскоре после этого через Рейн переправился отряд германского племени сугамбров, которые приняли участие в грабеже эбуронов. По версии «Записок о Галльской войне», один из взятых в плен галлов рассказал им о слабо охраняемом лагере римлян, где находится весь их обоз. После этого германцы напали на Адуатуку, откуда только что по указанию Цицерона ушли все солдаты для сбора продовольствия. В лагере осталось много раненых и больных солдат, а также гражданские лица. Охрана практически отсутствовала, и германцам удалось прорваться к самым стенам. Некоторое время оборону лагеря держали все, включая раненых и больных. В конце концов, атака была отбита солдатами, возвращавшимися с продовольствием, и германцы отступили. Вскоре прибыл и Цезарь. Не желая портить отношения с Марком Цицероном, он частично оправдывает Квинта в «Записках»:

«Как человек, хорошо знакомый с превратностями войны, Цезарь по своём возвращении мог сделать упрёк единственно в том, что когорты были посланы с своего поста и из укреплённого лагеря: следовало избегать возможности даже самой незначительной неудачи; по его мнению, несомненной игрой судьбы было внезапное нападение врага, а ещё более — его удаление, после того как он был уже у самого вала, почти в воротах лагеря».
— Цезарь. Записки о Галльской войне, VI, 42.
После возвращения в Адуатуку римляне предприняли набег на близлежащие поля эбуронов, чтобы лишить прятавшиеся в лесах отряды Амбиорига продовольствия. Окрестные селения были сожжены, а созревшие зерновые скормлены скоту или собраны римскими фуражирами, а остатки вскоре сгнили. Оставив за собой полностью разграбленную местность, Гай направился в город Дурокорторум (современный Реймс), где занялся раскрытием и подавлением заговора в землях карнутов и сенонов. Его организатором был признан Аккона, которого казнили, а его скрывшихся пособников объявили вне закона. Затем римские легионы отправились на зимние квартиры в Белгику, хотя два легиона были расквартированы в центральной Галлии. Наконец, Цезарь впервые за два года вернулся в Цизальпийскую Галлию.
Операции Цезаря в 53 году до н. э. были восприняты в Риме как месть за прошлогодние нападения белгов. Известия о засаде и гибели большей части XIV легиона, несомненно, серьёзно ударили по репутации Цезаря в столице. Впрочем, вести о них достигли Рима не сразу, а уже через несколько месяцев в столице стало известно о гораздо большей катастрофе: во время похода в Парфию погибли десятки тысяч солдат, а Марк и Публий Крассы были убиты, что поставило под угрозу все восточные провинции. К концу 53 года до н. э. Цезарь, вероятно, завершил работу над 5-й и 6-й книгами «Записок» о событиях двух последних лет, и их начали распространять в Риме. В них последовательно отстаивалась мысль о том, что галлов настигло возмездие за их злодеяния, а вся ответственность за неудачи снималась с Цезаря. Кроме того, проконсул поддерживал свою репутацию, не останавливая строительство ряда крупных общественных зданий на деньги от галльской добычи.

## Кампания 52 года до н. э.

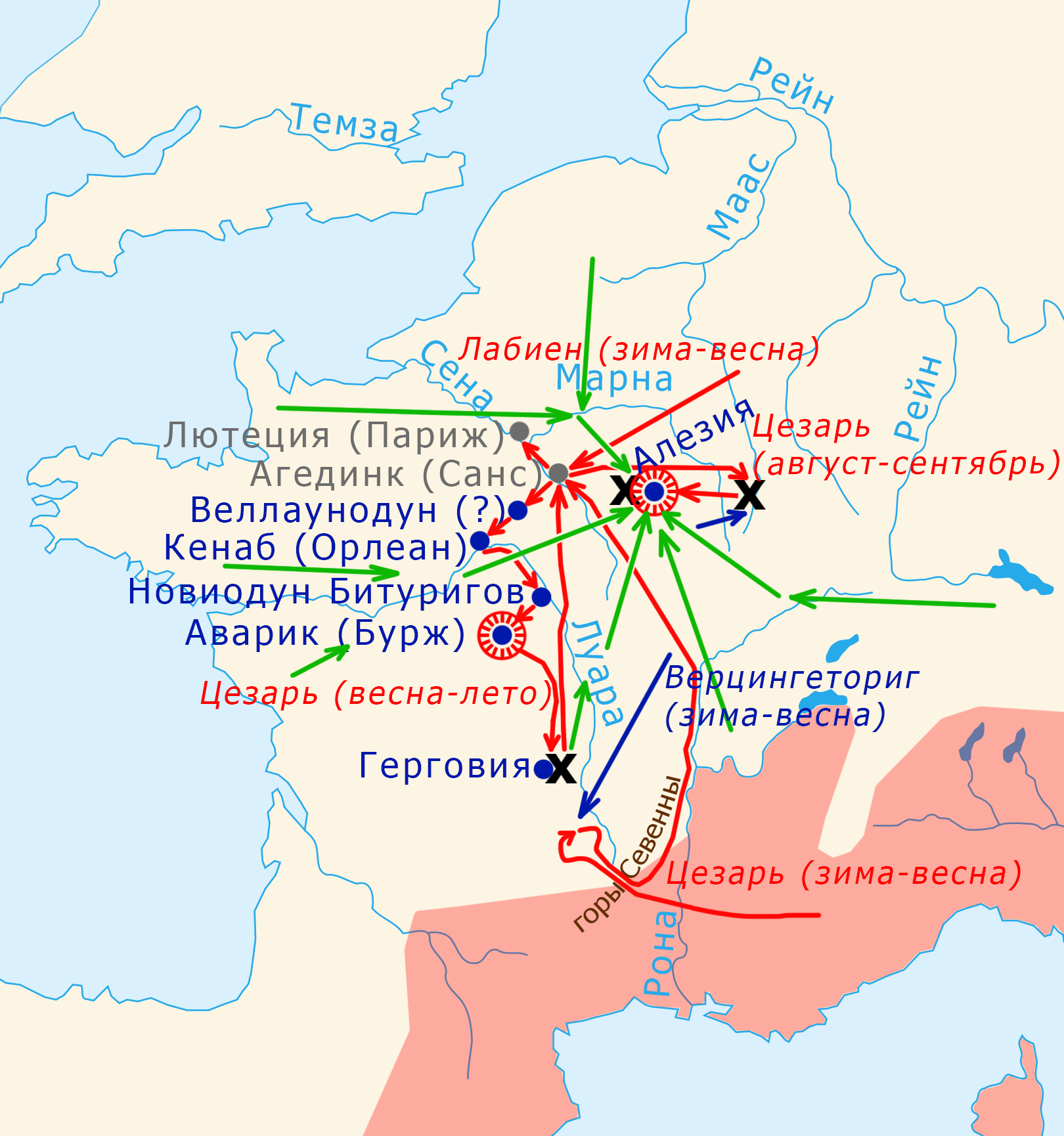
Кампания 52 года до н. э.
— Римская республика к началу войны
↗ — действия Цезаря и его легатов
↗ — действия Верцингеторига
↗ — сбор галльского ополчения к Алезии
X — битвы
Серым цветом отмечены города, через которые проходил путь Цезаря или Лабиена; современное название города даётся в скобках
Синим цветом отмечены города и крепости восставших

### Начало всеобщего восстания
К началу 52 года до н. э. активные боевые действия в Галлии завершились; лишь в землях белгов происходили стычки с остатками отрядов восставших. В январе вблизи Рима был убит популярный в народе политик-демагог Клодий, и его смерть привела к обострению и без того сложной ситуации в Риме. Цезарь оставался в Цизальпийской Галлии, чтобы не допустить невыгодной для себя развязки событий, но о кризисе в столице узнали и галлы. Предполагая, что проконсул будет вынужден задержаться на Апеннинах, они начали обсуждать возможность организации нового выступления. Галлы решили воспользоваться сложившейся ситуацией и отрезать расквартированные среди белгов легионы от их командующего. Решение о начале восстания было оформлено в виде священной клятвы, данной в присутствии друидов.
Сигналом к восстанию послужило нападение племени карнутов на Кенаб (или Ценаб; современный Орлеан) и убийство всех римлян в нём — в основном, торговцев. Согласно версии «Записок», только после начала восстания был определён единый лидер галлов. Им стал Верцингеториг из племени арвернов, которого Цезарь описывает как способного и жёсткого командующего, сумевшего объединить большинство племён центральной и южной Галлии. Вскоре к восстанию присоединились и аквитаны, а впоследствии к мятежникам примкнули и многие племена белгов. Робер Этьен, впрочем, полагает, что Верцингеториг не только стал лидером повстанцев до резни в Кенабе, но и спланировал всё восстание, включая необычное начало войны зимой. Его планом стало блокирование римских легионов на севере и вторжение в Нарбонскую Галлию на юге; согласно этому плану, Цезарю пришлось бы направить все силы на защиту римской провинции, а Верцингеториг с основной армией должен был беспрепятственно действовать в центральной Галлии.
Узнав о начале восстания, Цезарь немедленно покинул Цизальпийскую Галлию, по пути набирая войска в своих провинциях. После прибытия в Нарбонскую Галлию ему стали ясны планы повстанцев по недопущению соединения с войсками. Не желая оставаться в Нарбонской Галлии и не имея возможности прорваться к своим легионам, Гай с 22 когортами пересёк горы Севенны и вторгся в земли арвернов. Это племя полагало, что их земли надёжно защищены горами, с которых ещё не сошёл снег (Цезарь пишет о высоте снежного покрова в 6 футов — около 170—180 сантиметров). Благодаря этому вторжению ему удалось спутать планы восставших, убедив Верцингеторига выступить на защиту своего родного племени:

«[Арверны] были застигнуты врасплох, так как за Севеннами они чувствовали себя как за каменной стеной и в это время года в горах даже отдельные пешеходы не имели понятия о каких-либо тропинках. Ввиду этого Цезарь приказал своей коннице охватить своими набегами возможно более широкий район и как можно больше нагнать страху на неприятелей. Слухи и прямые вести об этом доходят до Верцингеторига. Его обступают в ужасе все арверны и умоляют позаботиться об их достоянии и не отдавать его на разграбление врагам, тем более что война, как и сам он видит, всей тяжестью обрушивается на их страну. Их просьбы побудили его выступить из области битуригов по направлению к стране арвернов».
— Цезарь. Записки о Галльской войне, VII, 8.
В землях арвернов Цезарь оставил Децима Брута с кавалерией и через земли сохранивших верность Риму эдуев вышел к двум легионам, зимовавшим среди племени лингонов, а оттуда вызвал остальные легионы из земель белгов. Таким образом, Гаю удалось тайно добраться к основным своим войскам, и Верцингеториг узнал о случившемся, когда силы римлян уже почти объединились. Вождь галлов в отместку напал на племя бойев, которое эдуи расселили в своих землях. Этим Верцингеториг вынудил Цезаря сделать сложный выбор: либо полководец начинал кампанию в условиях продолжающейся зимы, что гарантировало трудности в снабжении, либо он отказывает бойям в помощи, но в этом случае пошатнётся уверенность союзников Рима в том, что Цезарь способен их защитить.
Римский полководец принял решение прийти бойям на помощь, несмотря на ожидавшиеся трудности. Оставив два легиона в Агединке (современный Санс), он осадил один из главных городов восставших сенонов Веллаунодун (местоположение неизвестно) и взял его за два дня. Столь быстрое взятие города стало неожиданностью для карнутов, которые не успели подготовить к приходу римлян Кенаб. Город был взят штурмом и сожжён дотла, а его жители проданы в рабство в наказание за содействие убийству римлян.
После взятия Кенаба римляне перешли через Луару и подошли к Новиодуну Битуригов (современный Нен-сюр-Беврон или Нёви-сюр-Баранжон). Его жители уже были готовы открыть Цезарю ворота, когда показались войска Верцингеторига, и галлы изменили своё мнение. Впрочем, после того, как наступающие силы восставших (это был небольшой передовой отряд) были разбиты римлянами, жители поселения всё же открыли римлянам ворота.

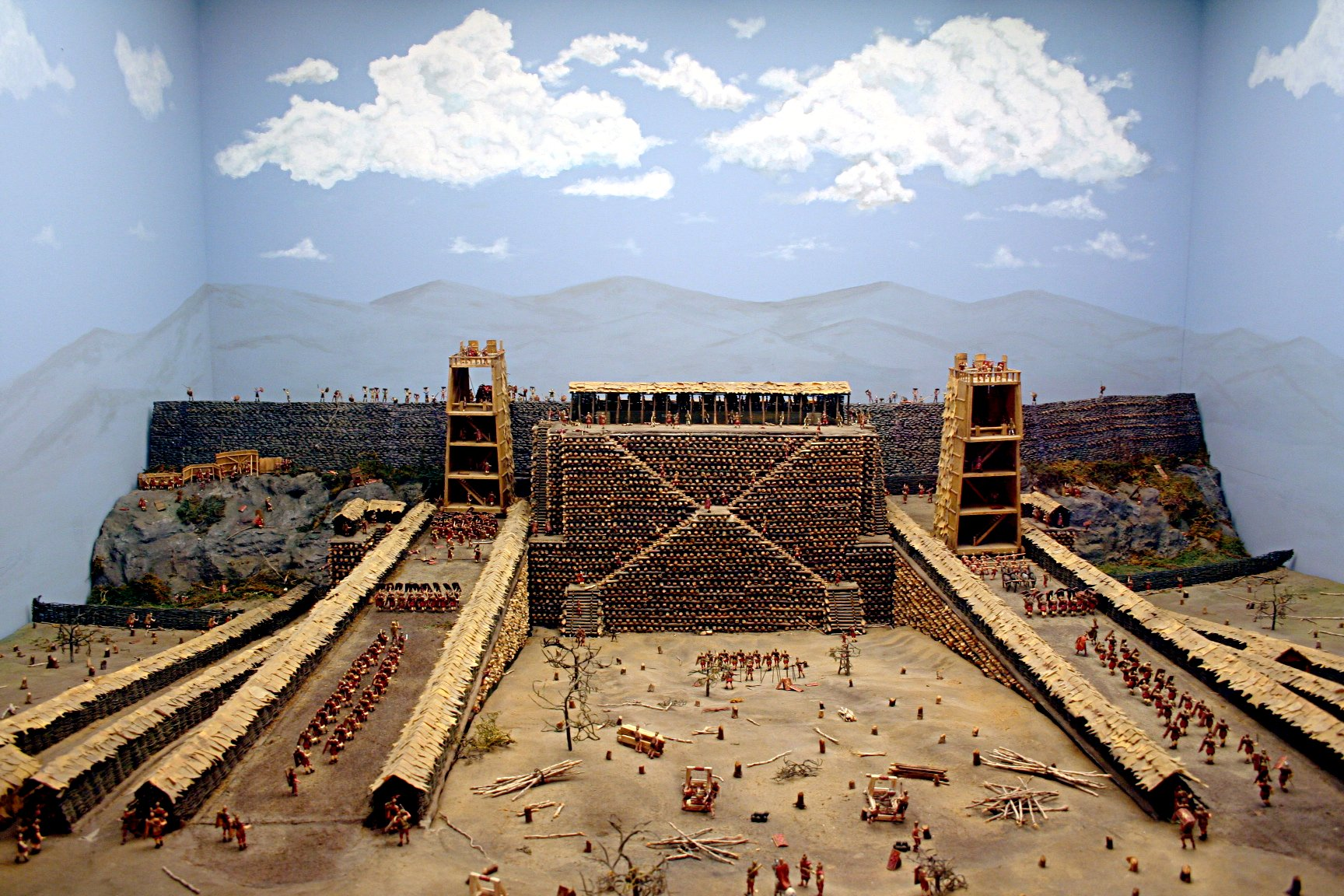
Реконструкция римских осадных орудий при осаде Аварика (музей Военной академии США)

Нападения на эти укреплённые поселения, вероятно, задумывались не столько ради желания получить стратегическое преимущество и запугать галлов, сколько ради необходимости захвата продовольствия для грядущей кампании. По-видимому, именно понимание трудностей снабжения армии Цезаря подвигло Верцингеторига на изменение стратегии. Вождь галлов приказал перевезти все запасы продовольствия в небольшое число хорошо защищённых городов, а все прочие поселения и запасы потребовал сжечь, чтобы они не достались врагу. Затягивание времени работало на галлов, поскольку они могли продолжать стягивать подкрепления и собирать продовольствие в отдалённых районах. Соответствующее решение Верцингеториг озвучил на совещании вождей восставших галльских племён.
Одним из пунктов, куда свозили продовольствие, стал Аварик (современный Бурж), который племя битуригов упросило Верцингеторига не покидать, а защищать. Город был прекрасно укреплён и располагался среди труднопроходимых болот, лесов и рек, но Цезарь всё же решился его захватить, узнав о больших запасах продовольствия в городе. Для штурма он выбрал участок между двумя болотами и начал возводить там вал, крытые галереи и осадные башни. С их помощью Цезарь надеялся проникнуть на стену и захватить Аварик. Когда в середине апреля у римлян уже подходили к концу запасы еды, вал был завершён, и в ходе штурма войска Цезаря захватили город с богатыми запасами продовольствия, а скрывавшихся там жителей перебили.
Взятие Аварика нисколько не уменьшило авторитет Верцингеторига как полководца, а произвело обратный эффект:

«…так как он [Верцингеториг] ещё раньше, когда всё обстояло благополучно, сначала предлагал сжечь Аварик, а потом его оставить, то у них [галлов] ещё более повысилось представление о его предусмотрительности и способности предугадывать будущее».
— Цезарь. Записки о Галльской войне, VII, 30.

### Битва при Герговии
Вскоре Цезарь разделил свои войска на две части. Он направил Тита Лабиена с четырьмя легионами на север, в земли сенонов и паризиев, а сам отправился на юг, в земли арвернов. Проконсул поднимался вверх по течению реки Элавер (современное название — Алье), Верцингеториг же следовал по другому берегу реки, уничтожая мосты и не давая Цезарю переправиться. Перехитрив галльского полководца, Гай переправился через Элавер и подошёл к опорному пункту галлов в землях арвернов — Герговии (возле современного Клермон-Феррана). Герговия была одним из важнейших городов повстанцев, а Робер Этьен и вовсе называет её «столицей восставшей Галлии».
Город был удачно расположен на высоком холме и хорошо укреплён. Хотя его защищала основная армия Верцингеторига, Цезарь решил захватить стратегически важный пункт. Вскоре, впрочем, стало известно, что вожди племени эдуев готовятся изменить римлянам и перейти на сторону восставших. 10-тысячный вспомогательный отряд, который эдуи ещё раньше направили на помощь Цезарю, хотел перейти на сторону Верцингеторига из-за слухов об убийстве римлянами всех эдуев в их лагере. Гай узнал о распространявшихся слухах и направил к этому отряду свою кавалерию, причём включил в неё и эдуев, которых считали убитыми. После этого большая часть вспомогательного отряда присоединилась к Цезарю, но само племя эдуев продолжало склоняться к союзу с восставшими.
Дальнейшие события, известные как битва при Герговии (июнь 52 года до н. э.), не совсем ясны из-за уклончивости «Записок». Вероятно, невразумительное описание было составлено Цезарем намеренно, чтобы снять с себя вину за неудачу. Общий ход событий реконструируется следующим образом: полководец направил свои войска на рискованный штурм, отвлекая внимание осаждённых различными ухищрениями, но затем атака сорвалась. Цезарь, вероятно, сумел добиться внезапности нападения, однако осаждённые сумели вовремя стянуть силы к месту штурма. По версии «Записок», в самый ответственный момент легионы не услышали сигнал к отступлению. Впрочем, это описание не объясняет, для чего войскам потребовалось отступать, если штурм шёл удачно. Кроме того, неясно, почему полководец не поддержал атакующих — в резерве у него оставался по крайней мере один X легион. По сообщению Цезаря, римляне потеряли 746 человек убитыми (46 центурионов и 700 солдат), и вскоре отступили, дважды пытаясь спровоцировать Верцингеторига на битву на равнине. От Герговии римляне направились в область эдуев. Большинство из них к этому времени уже присоединилось к восстанию. Они перебили многочисленных римских торговцев и фуражиров в Новиодуне Эдуев (современный Невер), захватили множество продовольствия и денег, после чего сожгли город.

### Осада Алезии
Тактики выжженной земли придерживались и галлы на севере. Они разоряли земли по пути легионов Тита Лабиена и, в частности, сожгли Лютецию (современный Париж), чтобы не позволить ему переправиться через Сену. К восставшим примкнуло большинство прежних союзников Рима, и только ремы и лингоны остались верны Цезарю. Из-за сложного положения на завоёванных землях соратники Цезаря начали предлагать ему отступить в Нарбонскую Галлию, но проконсул не дал согласия. Он приказал Лабиену следовать в Агединк (современный Санс), где обе армии должны были объединиться (по другой версии, информацию о соединении двух армий в Агединке Цезарь распространил намеренно, чтобы выманить Верцингеторига, а две римских армии должны были встретиться неподалёку). По пути в этот город Тит сумел нанести поражение восставшим и значительно успокоить северную Галлию. Практически лишённый возможности набрать вспомогательные войска и кавалерию в Галлии, Цезарь обратился за помощью к германцам, и вскоре они прислали свои подкрепления. Робер Этьен, однако, видит в действиях Цезаря после битвы при Герговии чёткий план. По мнению французского историка, Гай надеялся выманить Верцингеторига на северо-восток, куда уже стягивались подкрепления из Рима и Германии и где римлянам сохраняло верность несколько племён. Кроме того, по его версии, Цезарь отступал, создавая видимость бегства, чтобы Верцингеториг начал быстрое преследование лишь с частью войск, без ополчений ряда племён.
На съезде восставших в Бибракте Верцингеториг заявил о том, что галлам следует продолжать избегать генерального сражения, нарушая коммуникации и пути снабжения Цезаря. Опорным пунктом решено было сделать Алезию (вблизи современного Дижона; точное расположение было определено в результате раскопок, начатых по приказу Наполеона III). Вождь кельтов вновь высказался в поддержку распространения восстания на Нарбонскую Галлию и начал посылать туда свои отряды. Впрочем, когда повстанцы попытались заручиться поддержкой кельтов этой провинции, самое крупное племя аллоброгов решительно отказалось сотрудничать с ними, а двоюродный брат проконсула Луций Юлий Цезарь вскоре набрал в провинции 22 когорты ополченцев и успешно противостоял всем попыткам вторжения.

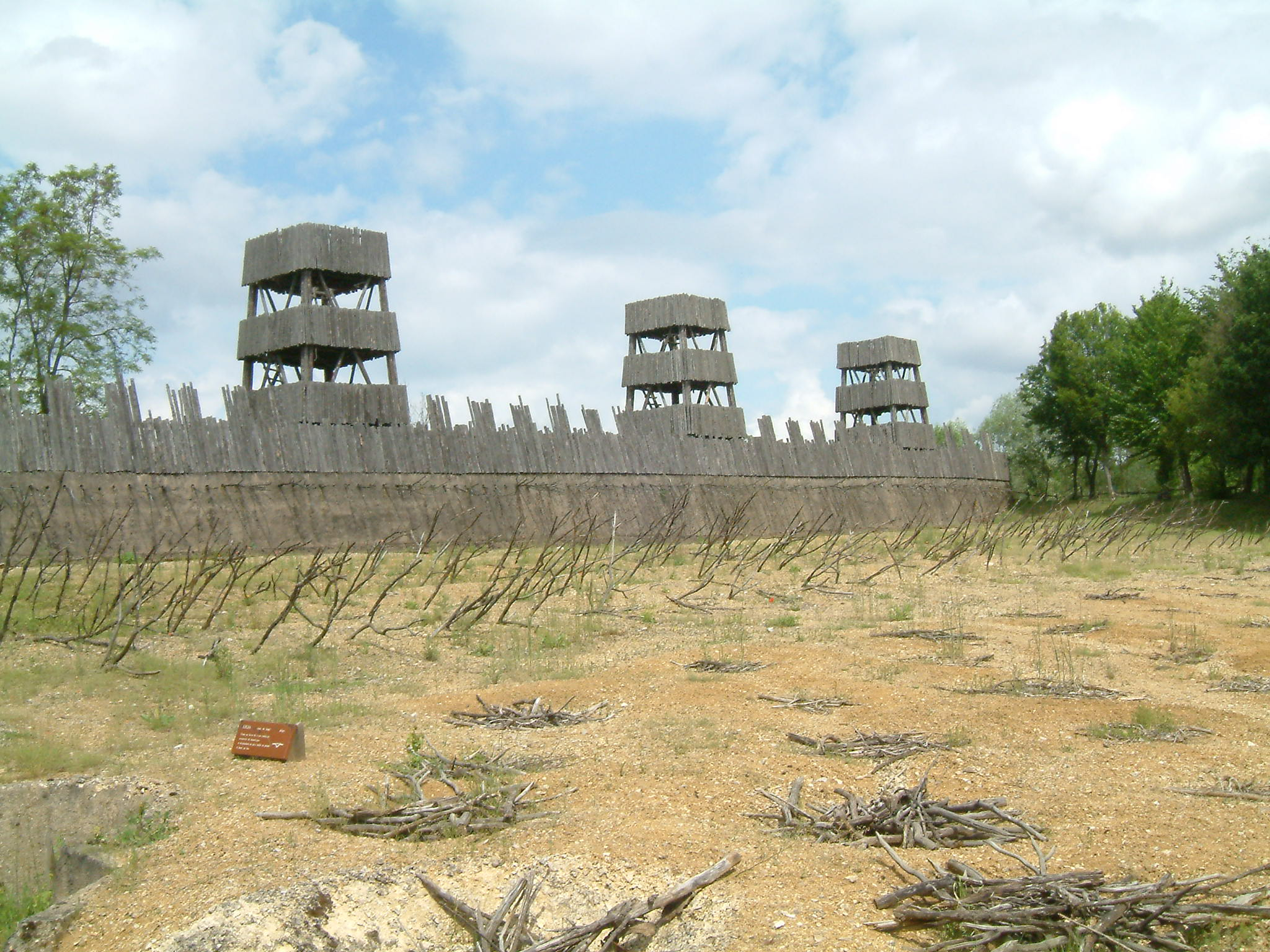
Реконструкция фортификационных сооружений, использовавшихся при осаде Алезии (Археодром Бон, Мерсёй, Бургундия)

Получив известия об угрозе для провинции, Гай направился на юг. В походе его армия сильно растянулась, чем воспользовался Верцингеториг и выслал три сильных отряда кавалерии против римлян. Гай, впрочем, быстро разделил свою кавалерию на три отряда и разбил нападавших по частям. Вскоре Цезарь узнал, что его противник отступил в Алезию, и изменил свои планы, подойдя к этому укреплению. Робер Этьен, однако, видит в этом маневре осуществление задуманного ранее плана (см. выше). Алезия располагалась на крутом холме посреди долины и была хорошо укреплена. Верцингеториг, вероятно, надеялся повторить сценарий, сработавший у Герговии, однако римляне приступили к планомерной осаде вместо попытки штурма. Для этого Цезарю пришлось рассредоточить свои войска вдоль возводимых осадных стен общей длиной в 11 миль (17 километров; по другим данным, 20, 15 или 16 километров). Осада была особенной ещё и из-за численного превосходства осаждённых над осаждающими: в Алезии, по свидетельству Цезаря, укрывалось 80 тысяч солдат. Более вероятна, впрочем, оценка численности осаждённых в 50-60 тысяч, хотя Наполеон Бонапарт и Ганс Дельбрюк оценивали численность гарнизона Алезии всего в 20 тысяч галлов. Римляне же располагали, по разным версиям, 10 ослабленными войной легионами в 40 тысяч солдат или 11 легионами в 70 тысяч солдат, включая вспомогательные войска.
Галльский полководец попытался снять осаду, напав на возводивших укрепления легионеров, но атака была отбита. Часть кавалерии повстанцев сумела прорваться через ряды римлян и по заданию Верцингеторига разнесла весть об осаде по всей Галлии, призывая племена собрать ополчение из всех способных нести оружие и идти к Алезии. Цезарю доложили о планах галлов, и он приказал построить вторую линию укреплений, которая бы защитила римлян от нападения извне. Таким образом, наряду с укреплениями вокруг Алезии появились и стены вокруг лагерей осаждавших общей длиной в 14 миль (20-22 километра).
Известное описание самих укреплений Цезарем не совсем точное, и данные археологических раскопок позволяют значительно уточнить текст «Записок». Прежде всего, первая линия укреплений (направленная против Алезии) включала не два вала, а три; не всегда точно расположение описанных Цезарем ловушек; расстояние между башнями (3 на 2,5 метра) составляло 50 футов (15 метров) вместо указанных Цезарем 80 футов (24 метра). Кроме того, проходившие по холмам укрепления имели свои особенности конструкции. В целом, возведённые Цезарем осадные укрепления свидетельствовали о следовании эллинистическим традициям осады городов, учитывали все особенности местности и порой применяли новые осадные приёмы (например, расположение «волчьих ям» в шахматном порядке до осады Алезии неизвестно).
«Записки о Галльской войне» подробно описывают ход совещания, произошедшего в осаждённой Алезии (вероятно, на основе расспросов пленных и со введением некоторых драматических элементов). По словам Цезаря, галлы подсчитали, что продовольствия им хватит на месяц. Когда запасы еды закончились, Верцингеториг приказал вывести из города множество женщин, детей и стариков, хотя галл Критогнат якобы предлагал съесть их. Большинство из тех, кого вынудили покинуть Алезию, принадлежало к племени мандубиев, которые и предоставили свой город Верцингеторигу. Цезарь же приказал не открывать им ворота.

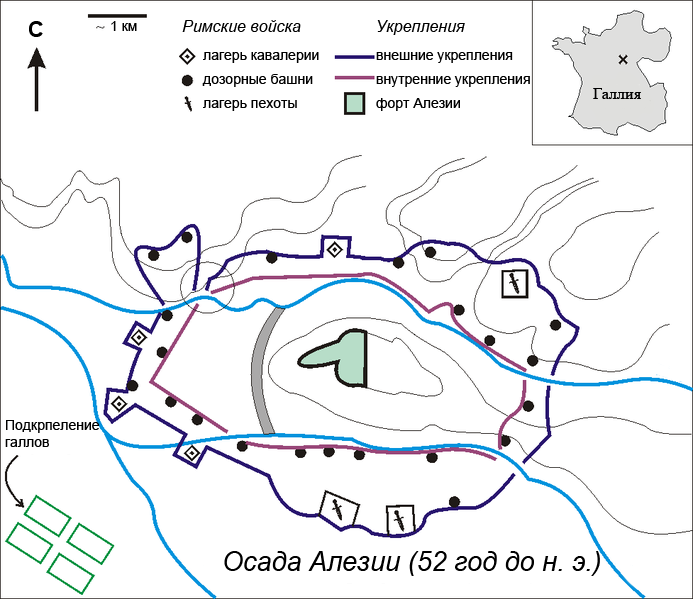
Схема осады Алезии

В конце сентября к Алезии приблизилось огромное галльское ополчение, которое возглавляли Коммий, Виридомар, Эпоредориг и Веркассивеллаун. Его численность, по завышенной оценке Цезаря, составляла более 250 тысяч человек (по оценке Ганса Дельбрюка, численность войск галлов составляла 50 тысяч солдат). В следующие два дня попытки прорыва укреплений заканчивались в пользу римлян, а на третий день 60-тысячный (по свидетельству Цезаря) отряд галлов напал на римские укрепления на северо-западе, которые были самыми слабыми из-за пересечённой местности. Возглавил этот отряд Веркассивелаун, двоюродный брат Верцингеторига. Остальные войска совершали отвлекающие атаки, мешая проконсулу стянуть все силы для отражения главного удара. Исход битвы у северо-западных укреплений решили направленные и возглавленные Цезарем резервы, стянутые Титом Лабиеном на фланг 40 когорт, а также обошедшая противника с тыла кавалерия. Галлы были разбиты и бежали.
На следующий день Верцингеториг сложил оружие, причём подробности сдачи полководца описывает не Цезарь, а его биограф Плутарх:

«Верцингеториг, руководитель всей войны, надев самое красивое вооружение и богато украсив коня, выехал из ворот. Объехав вокруг возвышения, на котором сидел Цезарь, он соскочил с коня, сорвал с себя все доспехи и, сев у ног Цезаря, оставался там, пока его не заключили под стражу, чтобы сохранить для триумфа».
— Плутарх. Цезарь, 27.
Вскоре римлянам подчинились два сильных галльских племени — эдуи и арверны. Цезарь вновь признал первое племя союзниками, а последним предложил сравнительно лёгкие условия для сдачи. 20 тысяч представителей этих племён, сдавшихся при Алезии, он отпустил. По два легиона Цезарь направил на зимовку в земли секванов, ремов и эдуев, остальных распределил по Галлии, а сам укрепился в Бибракте. Несмотря на поражение под Алезией, многие галльские племена не спешили признавать верховенство Рима, что, вероятно, было связано с их желанием дождаться скорого отбытия проконсула из Галлии и возобновления войны. В Риме в честь победы Цезаря были вновь устроены двадцатидневные торжественные молитвы богам.

## События 51 и 50 годов до н. э.

Лионель Руайе. «Верцингеторикс сдаётся Цезарю» (1899)

События 51 и 50 годов до н. э. описаны в восьмой книге «Записок о Галльской войне». В отличие от предыдущих семи книг этого сочинения, восьмую написал не сам Цезарь, а его подчинённый Авл Гирций.
В декабре 52 года до н. э. Цезарь вторгся в земли племени битуригов и вынудил их капитулировать, а в январе следующего года ввёл войска в Кенаб (современный Орлеан) в землях карнутов. Оставив два легиона для подчинения этого племени, скрывшегося в лесах, Цезарь направился в земли белловаков. Это белгское племя отправило Верцингеторигу лишь небольшой отряд, поскольку его вожди планировали сразиться с римлянами в одиночку. После взятия Алезии белловаки подготовили крупную армию, куда включили и германских наёмников. Войско, возглавляемое Корреем и Коммием, сдерживало римлян, и однажды белловаки подготовили засаду на римских солдат. Цезарю, однако, удалось узнать о готовящейся засаде и тайно напасть на войска, уже расположившиеся на позициях для скрытного нападения. Основные силы белловаков оказались уничтожены, и вскоре прибыли послы племени с просьбой о капитуляции.
После победы над белловаками Цезарь направился в земли эбуронов, повторно объявил о полной свободе в разграблении их земель и активно помогал этому процессу. Тем не менее, вождю эбуронов Амбиоригу по-прежнему удалось скрыться. Вскоре римский полководец получил известия от своих легатов Гая Каниния Ребила и Гая Фабия о том, что крупный отряд восставших во главе с Луктерием и Драппом скрылся в практически неприступном Укселлодуне вблизи границы с Аквитанией (точное расположение крепости неизвестно; чаще всего называются коммуны Верак, Мартель и Капденак). Цезарь оставил в северной Галлии Марка Антония и Фуфия Калена, которым поручалось завершить подчинение окрестных племён, а сам направился к Укселлодуну. После того, как римские инженеры отрезали город от подземных источников воды, повстанцы сдались. На этот раз Гай не ограничился лёгкими условиями мира, а приказал отрубить руки всем вражеским солдатам, после чего их отправили по домам. После взятия Укселлодуна () Цезарь направился в Аквитанию, где большинство племён, сочувствовавших восставшим, сдалось без боя.
Зимой 51/50 года до н. э. Цезарь рассредоточил свои войска по разным областям Галлии: четыре легиона — в землях белгов, два — на атлантическом побережье, два — в землях эдуев, два — на территории племени лемовиков. Сам проконсул объехал все завоёванные земли, где он мог убедиться в прочности римского владычества и наградить верных Риму галлов. В конце зимы 50 года до н. э. Цезарь собрал свои войска в Неметоценне (современный Аррас) на общий смотр, который знаменовал окончание войны.

## Итоги

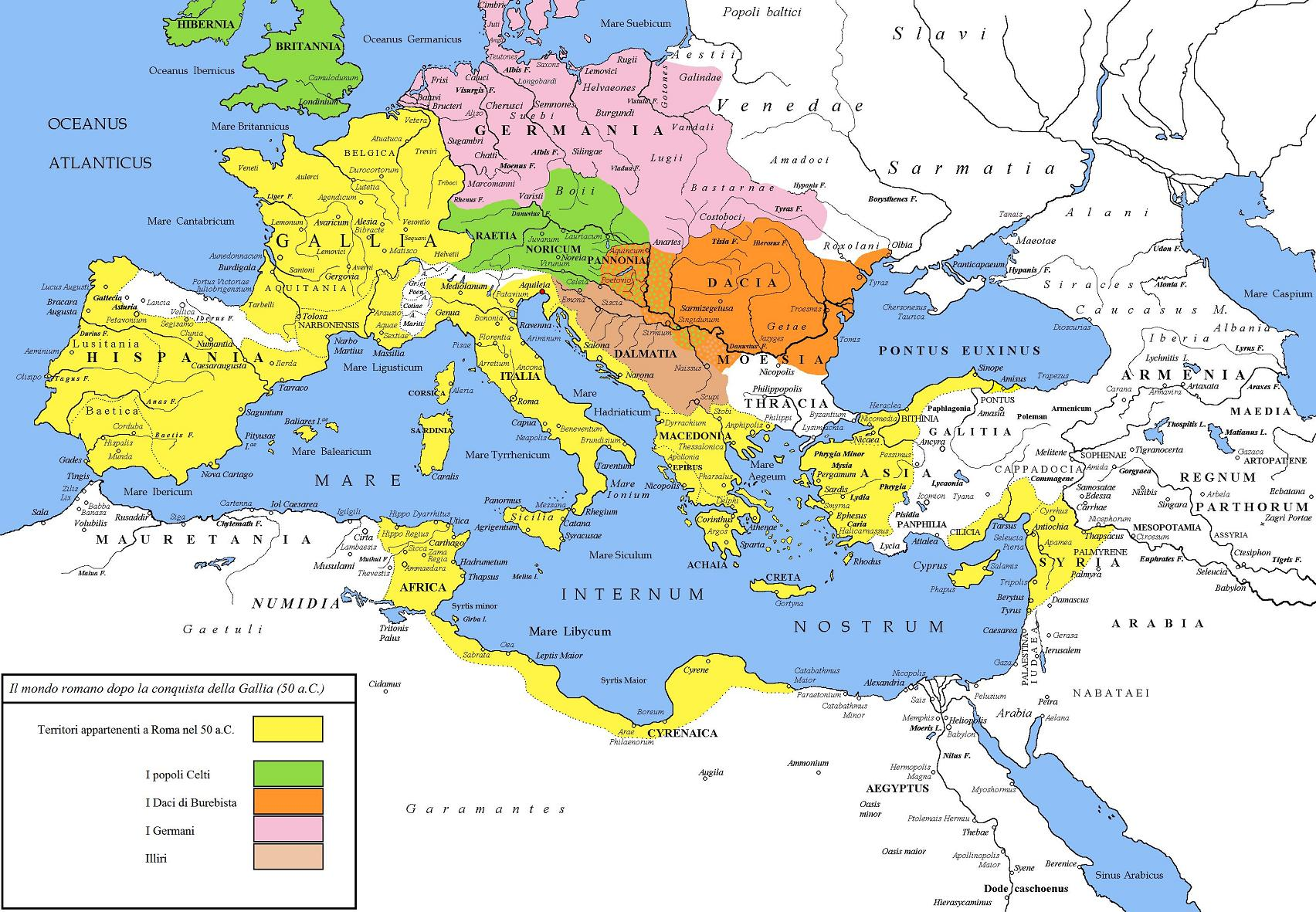
Средиземноморье к 50 году до н. э.
Римская республика
Германцы
Независимые кельты
Даки
Иллирийцы

Галльская война завершилась присоединением к Римской республике примерно 500 тысяч квадратных километров территории, где проживало несколько миллионов человек (о различных оценках численности населения Галлии см. выше). Благодаря территории, завоёванной Цезарем, Римская республика приобрела черты континентальной империи: ранее все римские провинции располагались на берегах Средиземного моря. В первое время в Галлии сохранялись племенная организация и полная власть вождей на местах, хотя за их деятельностью надзирал наместник.
Контрибуция, которую проконсул наложил на завоёванные земли, оказалась сравнительно небольшой, что объясняется не бескорыстием полководца, а полной обескровленностью провинции. Впрочем, Авл Гирций в VIII книге «Записок» прямо говорит об уступках Цезаря галлам (в том числе в вопросе о денежной контрибуции) только как о краткосрочной политике.
Сам Цезарь невероятно разбогател за годы пребывания в провинции. Светоний указывает, что он искал любой повод для грабежа галлов, включая расхищение имущества святилищ. Значительная часть награбленного досталась самому проконсулу, а золото из-за распродажи галльских драгоценностей упало в цене на 25 %, с обычных 4 до 3 тысяч сестерциев за один фунт. Наряду со спонсированием строительства общественных сооружений, организацией игр и платой своим легионерам удвоенного жалованья, Цезарь давал взятки магистратам на десятки миллионов сестерциев, ссужал деньги многим политикам. Лично Цезарю были преданы не только солдаты, но и офицеры: многие из них происходили не из римского нобилитета, и были обязаны своим возвышением исключительно полководцу. Ряд легатов Цезаря поддержал его в гражданской войне 49-45 годов до н. э., и Гай щедро вознаградил их, выдвинув их на высокие должности. В частности, Марк Антоний был назначен начальником конницы (лат. magister equitum) — заместителем диктатора, а Гай Требоний, Публий Ватиний, Квинт Фуфий Кален — консулами. Среди легатов, служивших под командованием Цезаря, отдельно выделяют талантливого Тита Лабиена. Среди подчинённых проконсула он выделялся умелым руководством кавалерией, а также навыками организации разведки. Тем не менее, он перешёл на сторону Гнея Помпея и погиб в гражданской войне.
В течение всей Галльской войны сторонники Цезаря Гай Оппий и Луций Корнелий Бальб находились в Риме и заботились о поддержании репутации полководца, раздавая взятки магистратам и исполняя другие его поручения. Благодаря этому Цезарь стал чрезвычайно известен в Риме, и ему отчасти удалось затмить недавние победы Гнея Помпея на Востоке. В то же время, во время консульства в 59 году до н. э. Гай нажил себе влиятельных врагов в Риме, и недовольные его возвышением сенаторы надеялись привлечь его к суду сразу по нескольким обвинениям. После окончания срока проконсульских полномочий Цезарь лишался судебного иммунитета, и вероятным исходом грядущего дела могло стать изгнание из Рима. Из-за этого будущее Гая, несмотря на успешное завоевание огромной территории, было туманным. Провал попыток примирения сторон привёл к началу гражданской войны в январе 49 года до н. э.

## Галльская война в культуре
Во многом благодаря завоеванию Галлии Цезарь в античную эпоху воспринимался как великий полководец, и Плиний Старший подсчитал, что Цезарь одержал больше побед, чем кто-либо из римлян (50, включая битвы гражданской войны). В отличие от крайне противоречивых оценок его политической деятельности, военные способности и заслуги римского полководца так или иначе признавались в античном мире всеми.
С конца XV века кампании Цезаря в Галлии начали внимательно изучаться, а военные теоретики и практики обращались к «Запискам о Галльской войне» за вдохновением. В Новое время Цезаря высоко ценили Фридрих II, Наполеон I и многие другие полководцы. Положительно оценивали деятельность Цезаря во время Галльской войны Джордж Бьюкенен и Томас Маколей. Напротив, во Франции делался акцент на насилие, которым сопровождалось покорение Галлии (Николя Буало, Жан-Жак Руссо).
Находясь в заточении на острове святой Елены, Наполеон Бонапарт оставил описание Галльской войны, попытавшись реконструировать географию походов и рассмотрев различные аспекты деятельности римского полководца. Отношение Наполеона к Цезарю, однако, было далеко от слепого преклонения, и французский полководец критически рассмотрел Галльскую войну, указывая как на чисто военные просчёты, так и на политические ошибки. Он также указывает на явное преимущество римской армии над галльскими ополчениями, что, по его мнению, и предопределило победу.

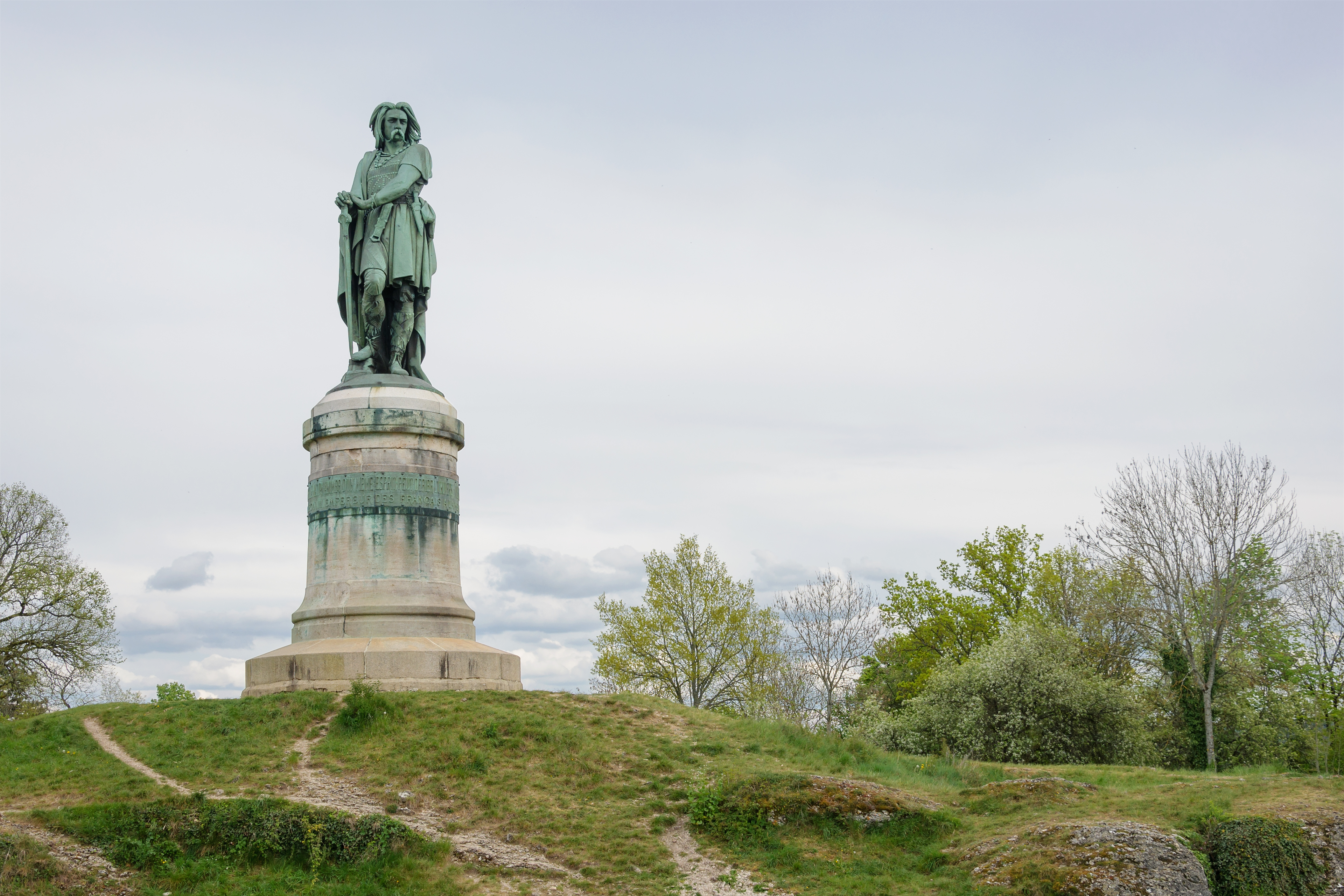
Статуя Верцингеторига, установленная по приказу Наполеона III возле расположения древней Алезии

Наполеон Бонапарт был невысокого мнения о Верцингеториге и прочих галльских вождях, в отличие от позднейших французских авторов, видевших именно в доримской Галлии истоки французской культуры. В эпоху романтизма и возросшего интереса к национальной истории Галльская война начала трактоваться во Франции как завоевание иноземцами свободолюбивых галлов, в которых видели предков современных французов. В частности, в 1828 году Амедей Тьерри выпустил сочинение «История галлов», в котором превознёс мужество древних галлов в их борьбе с римскими завоевателями. Во многом именно благодаря его популярному сочинению Верцингеториг и Бренн, вождь напавших на Рим в IV веке до н. э. галлов, стали считаться одними из национальных героев Франции. Деятельность Цезаря он, напротив, оценивал резко отрицательно. Историк Жюль Мишле под влиянием пересмотра роли Галльской войны изменил и свою оценку Цезаря: в первом томе «Истории Франции» его мнение о Гае очень высокое, но в поздних работах он сделал поправку сообразно с требованиями времени. К середине XIX века новый взгляд на доримскую историю Франции и на Галльскую войну распространился не только во французской исторической науке, но также в национальной публицистике и в художественной литературе: например, Эжен Сю проводил параллели между нападением Цезаря на Галлию и «вторжением пруссаков и казаков в 1814 году».
Однако вскоре новым императором Франции стал Наполеон III, не скрывавший своего благоговения перед Цезарем. Его взгляды, окончательно оформленные в «Истории Юлия Цезаря», сводились к привнесению римлянами цивилизации в прежде варварские края. Кроме того, император покровительствовал археологическим раскопкам на местах сражений Галльской войны, благодаря чему стало возможным воссоздание точной географии походов римского полководца. Поддерживал распространение идей Наполеона Проспер Мериме, который начал писать биографию Цезаря, но не завершил её. В 1867 году, несмотря на свою симпатию к Цезарю, Наполеон III приказал установить на холме у Алезии статую Верцингеторига, который в массовом сознании уже воспринимался как герой. Более того, в чертах лица галльского вождя на памятнике находят сходство с самим императором.
Впрочем, взгляды императора не всегда поддерживались в обществе, в том числе и оппонентами Наполеона III (в частности, Альфонсом де Ламартином, резко отрицательно оценивавшего Цезаря). Отрицалась трактовка истории императором и в публицистике, и в далёкой от политики художественной литературе (Жан-Жак Ампер, Анри Мартен и многие другие).
После поражения во франко-прусской войне врага всех галлов Цезаря начали сравнивать с Мольтке и Бисмарком, осаду Алезии — с недавней осадой Парижа, а Верцингеторига — с Леоном Гамбетта. Вскоре Италия образовала антифранцузский Тройственный союз, что привело к новой волне популярности сравнений с событиями двухтысячелетней давности.
К началу XX века, однако, тема противостояния галлов с римлянами постепенно теряла актуальность по сравнению с галло-германским противостоянием. Истоки этого антагонизма двух древних народов, впрочем, тоже восходят к «Запискам о Галльской войне». В 1916 году, уже во время Первой мировой войны, историк Жюль Тутен опубликовал книгу «Герой и бандит: Верцингеториг и Арминий», в которой жестокие и вероломные германцы представлялись извечными врагами галлов. Камилль Жюльян в работе «Галлия и Франция» утверждает, что Галльская война принесла побеждённым только смерть и разрушения. В 1930-е годы французские публицисты (например, Мариус-Аре Леблон), проводя параллели со сближением Италии и Германии, обращали внимание на поддержку германцами Цезаря в борьбе против галлов.
В Галлии во время войны происходит действие французских комиксов про Астерикса, и в 1999 году по их мотивам снят фильм «Астерикс и Обеликс против Цезаря». Кроме того, события Галльской войны отражены в фильме 2001 года «Друиды» (в международном прокате — «Верцингеториг»). В фильме 2002 года «Юлий Цезарь» подробно показана осада Алезии, а в телесериале 2005-07 годов «Рим» однажды упомянутые Цезарем в «Записках о Галльской войне» Тит Пуллон и Луций Ворен являются главными героями, а вокруг событий в Галлии построена первая серия.

## Комментарии и цитаты
Комментарии
1. ↑  В настоящее время эти территории входят в состав современных Франции, Бельгии, Нидерландов, Люксембурга, Германии, Швейцарии и Великобритании.
2. ↑  В русскоязычной литературе для обозначения племён и их территории используются как варианты с мягким знаком (бельги, Бельгия), так и без него (белги, Белгия).
3. ↑  Например, в конце I века н. э. Публий Корнелий Тацит причислял два белгских племени нервиев и треверов к германцам[7].
4. ↑  Контуберналы — знатные юноши (дети сенаторов и всадников), обучавшиеся военному делу и провинциальному управлению под надзором действующего магистрата.
5. ↑  Послов других народов традиционно принимали на заседаниях сената (чаще всего в феврале), и даже если Цезаря не было в Риме, все донесения протоколировались.
6. ↑  Переправа, которая заняла у гельветов двадцать дней, была осуществлена Цезарем за одни сутки[40].
7. ↑  Требование заложников было распространённой практикой в римской дипломатии при общении с варварскими народами, не являвшихся союзниками Рима.
8. ↑  Теодор Моммзен считает Бибракте важнейшим городом эдуев[45].
9. ↑  Ещё в Везонтионе галлы рассказали римским солдатам различные небылицы про выдающуюся силу германских воинов, которые оказали серьёзное психологическое воздействие на легионеров[цитата 1].
10. 1 2 3  Возможно, «Записки» были написаны только в конце войны или вскоре после её окончания (см. раздел «Исторические источники»).
11. ↑  Возможно, эти четыре человека (Тит Силий, Тит Террасидий, Марк Требий Галл и Квинт Веланий) занимали некие младшие должности — предположительно, военных трибунов или префектов[84]. По утверждению Цезаря[85], эти люди имели статус послов (лат. legatus), хотя некоторые исследователи считают, что дипломатического статуса они не имели, а Гай, приписывая им положение послов, надеялся оправдать своё нападение попранием дипломатического иммунитета[86].
12. ↑  Возможно, Рейн обмелел, что существенно упрощало задачу римлянам[119].
13. ↑  В IV и V книгах «Записок», повествующих о событиях 55 и 54 года до н. э., Публий не упоминается.
14. ↑  Сам Цезарь в «Записках» обвинил в случившемся безумие вождя[136].
15. ↑  Цезарь обещал вернуться в Адуатуку в назначенный день, но до Цицерона дошли слухи, что проконсул углубился в земли эбуронов.
16. ↑  Так называемая циркумвалационная линия.
17. ↑  Так называемая контрвалационная линия.

Цитаты
1. ↑  Цезарь. Записки о Галльской войне, I, 39. Цитата: «[галлы] заявляли, что германцы отличаются огромным ростом, изумительной храбростью и опытностью в употреблении оружия: в частых сражениях с ними галлы не могли выносить даже выражения их лица и острого взора. Вследствие этих россказней всем войском вдруг овладела такая робость, которая немало смутила все умы и сердца. <...> Везде во всём лагере составлялись завещания. Трусливые возгласы молодёжи стали мало-помалу производить сильное впечатление даже на очень опытных в лагерной службе людей: на солдат, центурионов, начальников конницы».
2. ↑  Цезарь. Записки о Галльской войне, I, 54. Цитата: «Таким образом Цезарь окончил в одно лето две очень больших войны и потому несколько раньше, чем этого требовало время года, отвёл войско на зимние квартиры к секванам»
3. ↑  Цезарь. Записки о Галльской войне, V, 38. Цитата: «Тогда вожди и князья нервиев, которые имели какой-либо случай побеседовать с Цицероном и находились с ним в дружественных отношениях, заявляют о своём желании переговорить с ним. Получив это разрешение, они указывают ему на то же, о чём Амбиориг говорил с Титурием: вся Галлия находится под оружием; германцы перешли через Рейн; зимние лагери Цезаря и всех его легатов осаждены. Прибавляют и сообщение о смерти Сабина; в подтверждение этого ссылаются на Амбиорига: большая ошибка — рассчитывать на какую-либо помощь со стороны тех, которые сами отчаялись в своём спасении. Тем не менее они отнюдь не враждебно настроены по отношению к Цицерону и римскому народу; они только против зимнего постоя и не желают, чтобы он обратился в постоянную привычку. Цицерону и его людям они позволяют покинуть свой лагерь невредимыми и спокойно отправляться, куда им угодно. На это Цицерон дал один ответ: римский народ не привык принимать условия от вооружённых врагов; если им угодно положить оружие, то пусть они обратятся к нему за содействием и отправят послов к Цезарю: принимая во внимание его справедливость, он надеется, что они добьются от него исполнения своих пожеланий».
4. ↑  Цезарь. Записки о Галльской войне, V, 42. Цитата: «Обманувшись в своих ожиданиях, нервии окружают наш лагерь валом в десять футов [3 метра] вышиной и рвом в пятнадцать футов [4,5 метра] шириной. Эти знания они получили от нас в своих сношениях с нами за предыдущие годы, а также пользовались указаниями некоторых бывших у них пленных римлян из нашего войска. Но за отсутствием подходящих для этого дела железных инструментов они принуждены были снимать дёрн мечами, а землю выгребать руками и выносить в плащах. По этому можно было составить себе представление об их многочисленности: менее чем в три часа они окончили линию укрепления в десять миль [16 километров] в окружности и пятнадцать футов [4,5 метра] высотой, а в следующие дни начали готовить и воздвигать башни соразмерно с высотой вала, стенные багры, устраивать „черепахи“, чему их научили те же пленные».
5. ↑  Цезарь. Записки о Галльской войне, VI, 31. Цитата: «Царь другой половины страны эбуронов — Катуволк, участник восстания Амбиорига, по своему преклонному возрасту не мог выносить тягости войны и бегства и, всячески проклиная Амбиорига как истинного виновника этого движения, отравился ягодами тиса, который в большом количестве водится в Галлии и в Германии».
6. ↑  Цезарь. Записки о Галльской войне, VII, 1. Цитата: «Соответственно обстоятельствам, галлы преувеличивают события и сами сочиняют слух, что Цезаря удерживает восстание в Риме и из-за больших смут он не может прибыть к войску. Этот случай побудил людей, уже давно скорбевших о своём подчинении римской власти, строить с большой свободой и смелостью планы войны с римлянами. Галльские князья стали собираться в лесных и отдалённых местах и жаловаться на казнь Аккона: такая же участь, говорили они, может постигнуть и их самих. Они сокрушаются об общей для всей Галлии судьбе; всякими обещаниями и наградами вызывают желающих начать восстание и на свой риск добиваться свободы для Галлии. Главное дело — отрезать Цезаря от его армии, прежде чем их тайные планы сделаются известными. И это нетрудно, так как ни легионы не осмелятся выйти из зимнего лагеря в отсутствие полководца, ни полководец не может добраться до легионов без прикрытия; наконец, лучше пасть в бою, чем отказаться от попытки вернуть свою прежнюю военную славу и унаследованную от предков свободу».
7. ↑  Гирций (Цезарь). Записки о Галльской войне, VIII, 49. Цитата: «Менее всего хотел бы он [Цезарь] быть поставленным в необходимость вести какие бы то ни было военные действия перед самым своим уходом, чтобы не оставлять за собой при выходе своей армии из Галлии такой войны, которую охотно предприняла бы вся Галлия, почувствовав себя свободной от непосредственной опасности. Поэтому он обращался к общинам в лестных выражениях, их князей осыпал наградами, не налагал никаких тяжелых повинностей и вообще старался смягчить для истощенной столькими несчастливыми сражениями Галлии условия подчинения римской власти. Таким путём он без труда поддерживал в ней спокойствие».
8. ↑  Светоний. Божественный Юлий, 54. Цитата: «В Галлии он опустошал капища и храмы богов, полные приношений, и разорял города чаще ради добычи, чем в наказание. Оттого у него и оказалось столько золота, что он распродавал его по Италии и провинциям на вес, по три тысячи сестерциев за фунт».